# 祥云县
祥云县（白文：Piel-dant）是中华人民共和国云南省大理白族自治州下辖的一个县，县政府驻祥城镇。祥云县位于云南省西部，大理白族自治州东部，全县总面积2,425平方公里，总人口約41万人，少数民族占总人口的19.56%，以白族、彝族为主。祥云县历史悠久，西汉元封二年（前109年）设县，名云南县，是云南省名的起源地，有“云南之源”“彩云之乡”的誉称，曾经长期为滇西北的政治、经济和文化中心。1918年，为免省县同名，云南县改称祥云县。

## 名称
祥云县原称云南县，西汉始设。“云南”一名的由来主要有五种说法：
- 由“彩云之南”而来。万历《云南通志》载“汉武帝元狩间，彩云见于白崖[註 2]，遣使迹之，乃置云南县”[15]；《滇略》载“汉武时，彩云见白崖，县在其南，故曰云南”[16]。谭其骧[17]、方国瑜[11]、林超民[15]等历史学家不赞同此说，认为这是后人望文附会的说法。
- 由“云山之南”而来。《续汉书·郡国志·注》载“县西北百数十里有山，众山之中特高大……与云气相连结”[18]，该山被认为是今苍山、鸡足山或五顶山[16]。汉人见此山高峻、“与云气相连结”，在其东南部设县，遂取名“云南县”[18]。
- 由“云岭之南”而来。“云岭”一名见诸史册始于唐代，西汉尚无“云岭”之称，因而此说失其根据[10]。
- 唐玄宗赐名得来。唐玄宗时，南诏派使者张建成使唐，杨慎《南诏野史》载“唐玄宗问张建成住何处？答曰南边云下，因命云南”[19]，但西汉时已有云南县，此说与史实不符[20]。
- 少数民族地名改易。因汉代大理一带为昆明夷的游牧区，昆明夷是羌人的一支，彝语支民族即为羌人后裔，现代云南留有众多诸如“易”“矣”“云”的少数民族语言近音地名，“云南”一名也有可能来源于少数民族语改易地名[20]。

民国七年（1918年），为免省县同名，云南县改称祥云县。“祥云”的由来一说取自“彩云南现，人以为祥”之意，一说由祥云的两个古称“祥州”和“云南”派生而来。

## 历史

### 史前至南北朝

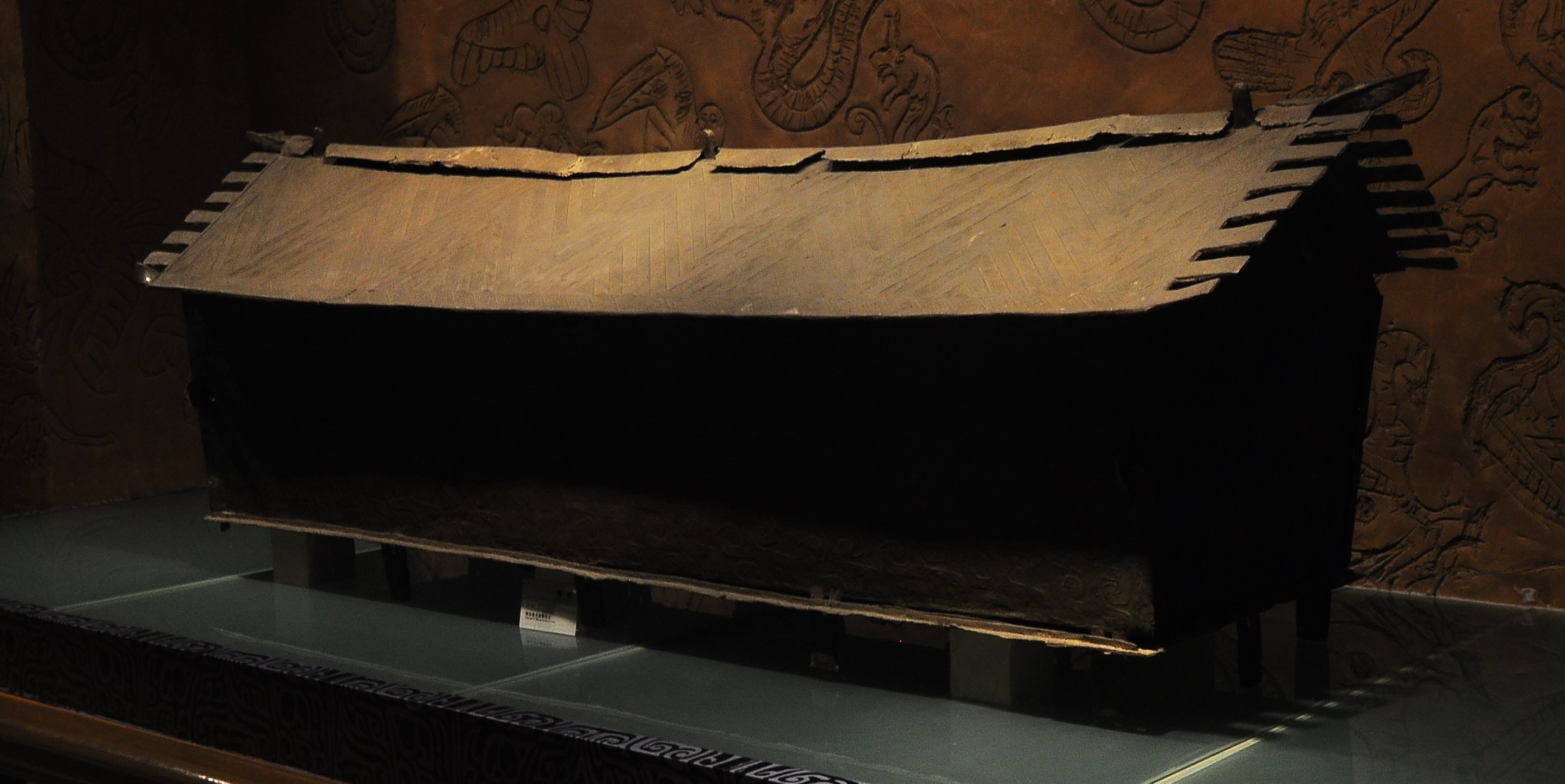
祥云大波那出土的战国云雷鸟兽纹铜棺，现存于云南省博物馆

新石器时代，祥云县境内已有人类居住，在华严村小龙山、大波那龙山等地发现有新石器时代遗址。大波那木椁铜棺墓、红土坡古墓群和禾甸检村石棺墓等均有战国早期至中期的铜器出土，在检村还有三枚编钟出土。
西汉元封二年（前109年），汉武帝出兵征服滇国，以其地置益州郡，下设云南县，县治位于今祥云县云南驿镇，县境包含今祥云、弥渡两县及宾川县部分。永平十二年（69年），析益州郡西部的云南县等六县置永昌郡。蜀汉建兴三年（225年），诸葛亮南征，析建宁郡、越巂郡、永昌郡辖县置云南郡，为南中七郡之一，隶属庲降都督，郡治与云南县县治同。西晋泰始七年（271年），划建宁、兴古、云南、永昌四郡设立宁州，云南县属宁州云南郡。东晋咸和八年（333年），云南郡陷于成汉李雄建立之建宁国。永和三年（347年）桓温西征灭成汉，复置云南郡。宁康元年（373年）云南郡没于前秦，淝水之战后复。东晋后期及南北朝，宁州（西魏末改称南宁州）长期由爨氏家族实际控制。云南郡、云南县于南齐废。

### 隋、唐
隋开皇四年（584年）左右，爨氏归附隋朝，隋设置南宁州总管府，下设昆州、恭州、协州，今祥云县境当属昆州地。十七年（597年）爨氏反叛，太平公史万岁出兵平定。
唐朝初年在云南设羁縻州县，今祥云境分属宗州、髳州、匡州、镜州、波州5州。唐武德四年（621年）置西宗州，十一年（637年）改称宗州，州治设今云南驿，领宗居（今祥云云南驿）、河西（今祥云普淜）、石塔（县址不详）3县。武德四年（621年）置西濮州，貞觀十一年（637年）改称髳州，州治设今米甸，领青蛉（今大姚白盐井）、濮水（今祥云米甸）、铜山（今宾川乔甸）、歧星（今祥云楚场）4县。武德七年（624年）置云南州，贞观八年（634年）改称匡州，领勃弄（今弥渡）、匡川（今祥云）2县。永徽年间置镜州，州治设今祥云高官铺，领夷郎、賓唐、溪琳、琮連、池臨、野幷6县，唐玄宗时改称祥州。麟德元年（664年）置波州，州治设今祥云县城，领县不清。各州先属武德四年（621年）设置的南宁州总管府，武德七年（624年）改为都督府，贞观六年（632年），罢南宁州都督府，归属戎州都督府，麟德元年（664年），设置姚州都督府，归属姚州都督府。

### 南诏、大理国
天宝九年（750年），南诏占尽姚州都督府地，设云南节度，在今云南驿筑云南城作云南节度驻地，后在云南节度下置云南赕（今云南驿镇一带）、品澹赕（今祥城镇一带，大理国改称品赕）。咸通五年（864年），云南节度移驻弄栋城（今姚安县北），并改称弄栋节度，云南赕、品澹赕改为南诏首府直辖。大理国前期沿袭南诏建制，后期以府、郡代节度、都督，云南赕、品赕属天水郡。

### 元至清
南宋宝祐元年（1253年），忽必烈率军征战大理，灭大理国后留兀良哈台镇守云南，在大理设上、下两个万户府，并于元宪宗六年（1256年）在今县境内立品甸千户所，隶属大理下万户府。至元十一年（1274年）改品甸千户所为云南州，属大理路。至元年间，在今米甸楚场设十二关防送千户所，同属大理路。
明洪武十五年（1382年），改大理路为大理府；降云南州为云南县，属大理府；十七年（1384年）云南县改属赵州。洪武年间，改十二关防送千户所为十二长官司。明朝在平定云南后，实行卫所制度；洪武十六年（1383年）五月，调一万官军屯驻品甸（今祥城镇），洪武十九年（1386年）四月，置洱海卫于品甸，其后筑洱海卫城；云南县治也从云南驿迁洱海卫城南，并于嘉靖二十三年（1544年）迁入城内；成化十二年（1476年）设澜沧兵备道，道署驻洱海卫，统管滇西8卫指挥。弘治二年（1489年）设你甸（今米甸）、楚场、安南坡（今下庄镇安南关）三巡检司，直属大理府，同时在云南驿设土驿丞。弘治七年（1494年）析云南县2里及赵州、太和县地置宾川州。崇祯八年（1635年）析县辖楚场里于米甸设德昌县，清顺治十六年（1659年）裁撤。康熙五年（1666年），裁洱海卫，其田赋并归云南县，洱海卫城成为县城；裁三巡检司和云南驿土丞。康熙三十八年（1699年），云南县由赵州改隶大理府。
咸丰六年（1856年）起，杜文秀领导的回民起义军占领县内多个交通要地，并于七年（1857年）七月攻占县城，至光绪十年（1884年）四月县城方由清军收复，两军曾在县境内交战近20次。咸丰六年（1856年）至十年（1860年），爆发了以龙道人为首的彝民起义，起义军达万余人，在大古者村（在今祥云县东山彝族乡）建立了农民政权，一度攻下姚州城（今姚安县城）。

### 中华民国时期
民国二年（1913年）2月，改迤西道为滇西道，云南县属滇西道，次年5月滇西道更名腾越道。民国七年（1918年）11月23日，为免省县同名，云南县改名祥云县。民国十八年（1929年）云南省废除道制，祥云县由省政府直辖。民国二十一年（1932年），全省设12个政务视察区，祥云县属第四区；民国二十三年（1934年）增加为16个政务视察区，祥云县改属第十二区；民国二十四年（1935年）视察区减为6个，祥云县又改属第四区；民国二十七年（1938年）改为15个视察区，祥云县改属第十一区。1938年之后，政务视察区逐渐演变为行政督察区，至1949年，全省共14个行政督察区，祥云县属第八区。
1936年4月17日至20日，中国工农红军第二军团、第六军团长征经过祥云。红二军团于19日凌晨攻入祥云县城，活捉县长，分劣绅财产赈济贫民，20日晨开赴宾川县。红六军团于20日下午经过祥云米甸地区，次日进入宾川与红二军团会合。红军途径祥云县约72个村、135公里路程，有700余人加入红军随军北上。

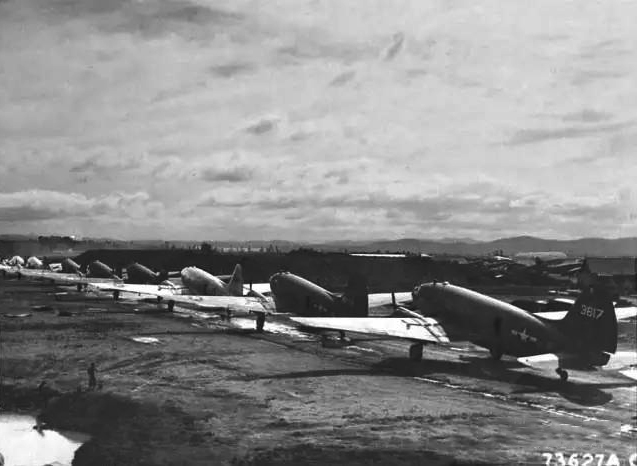
停放在云南驿机场的C-47运输机机群，1944年

抗日战争期间，建于1929年的云南驿机场成为军用机场；1938年至1941年，中华民国空军军官学校初技班在此培训学员；1941年至1945年，美国援华飞行大队飞虎队进驻，成为其一处重要基地，同时作为“驼峰航线”的中转站，是滇西抗日战场最重要的机场之一。云南驿机场附近的北屯机场为其辅助机场。这两座机场多次遭日军轰炸，造成大量军民伤亡。1937年10月，祥云县铺筑滇缅公路，全县共出56.7万工日，次年通车。1943年，中国远征军10余万人在祥云集结整训后投入抗日前线；其后又有大量远征军部队及4个部队医院驻扎祥云，1945年后离开。

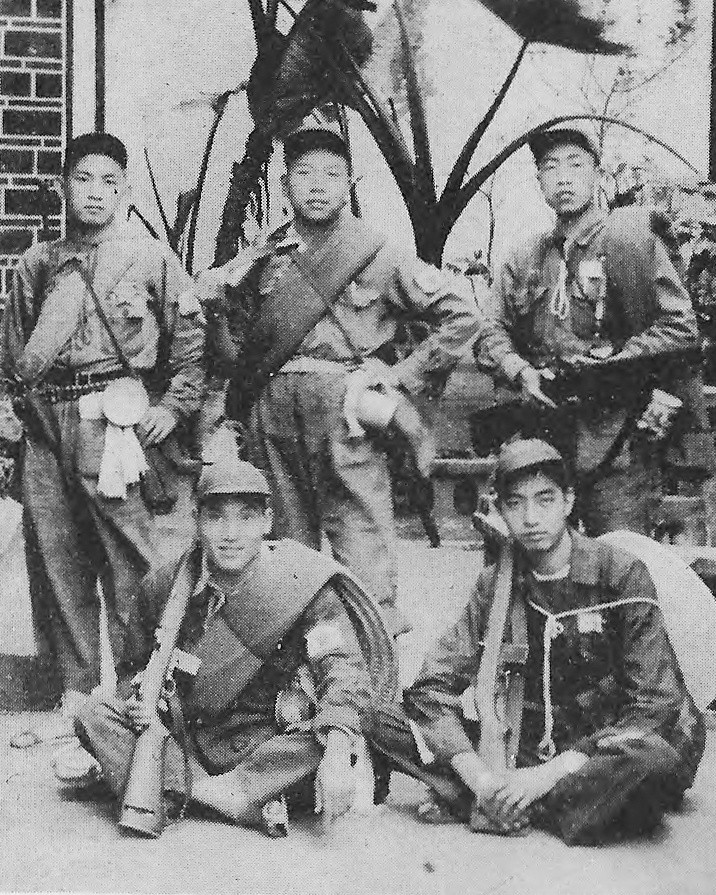
边纵八支队部分指战员合影

1948年4月起，中共云南省工委先后派人到祥云县接触当地的普兆三、李鉴洲、陈有栋等进步人士，开展武装革命。1949年2月成立中共滇西工委祥云分委；4月将县内的武装力量组建为滇西人民自卫团；8月撤销祥云分委，另设中共祥云区委、中共东山区委。中共还在祥云县组建了农抗会、妇女会、青年会等群众组织。从1949年4月起，除祥城镇外各乡镇的政权已相继被中共党组织控制，部分地区建立了东山区人民政府、祥弥区办事处作为行政机构，其余保留旧制；11月30日，滇西人民自卫团夜袭攻下县城，招降县长，接管祥城镇政权。

### 中华人民共和国时期
1949年12月9日，卢汉宣布云南起义。1950年1月10日，祥云县人民政府成立，隶属滇西人民行政专员公署；同年3月祥云县划归大理专区。1956年11月16日，大理白族自治州成立，祥云县属大理白族自治州至今。1958年，云南省对全省县级行政区进行了一次大范围调整，1958年11月1日，弥渡县、宾川县并入祥云县，1961年3月15日恢复原建制。
1952年1月开始实施土地改革，1953年4月全面结束。1956年2月，实现私营工商业公私合营；当年末，实现高级农业生产合作化；1957年末，基本实现手工业合作化。

#### 政治运动
1957年9月，祥云县开始“反右运动”，划出“右派分子”58人，属错划的50人在中共十一届三中全会后获平反。

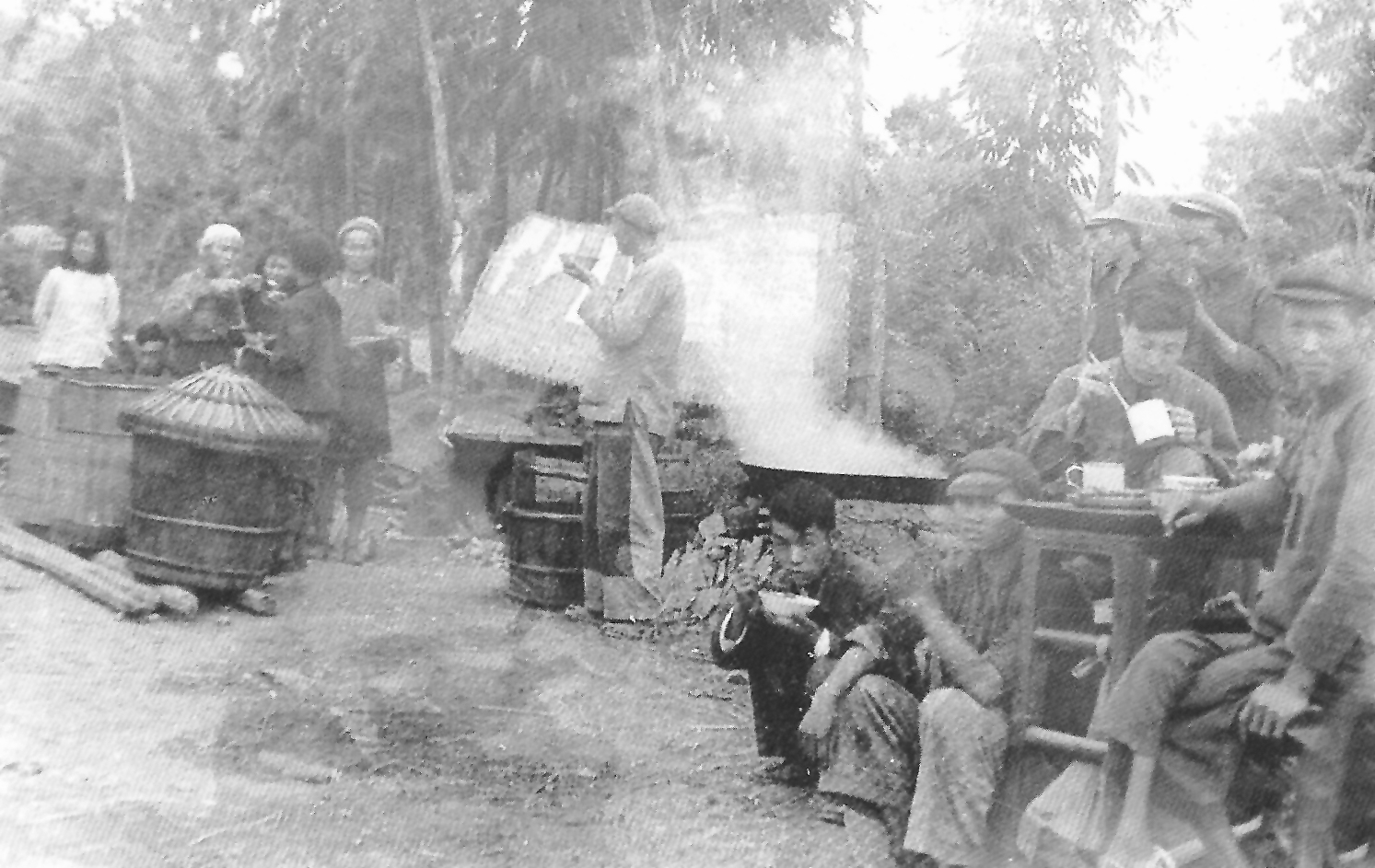
祥云县的一处公共食堂，1958年

1958年至1961年，祥云县开展“大跃进”运动。“大跃进”期间，祥云县提倡“大办工业”和“大炼钢铁铜”，因违反经济规律，经济效益较差，1961年调整国民经济时，大部分新办企业纷纷停办。兴修水利工程，组织了6个中小型水库的兴建会战，规模空前，但因技术、资金不足，“五风”盛行，造成水利工程工期长、质量差，遗留问题不少；又因民工生活、医疗条件不佳，又被干部强迫劳动，仅新兴苴水库工地就死亡民工464人。“大跃进”期间因大炼钢铁铜、大办公共食堂及扩大耕地而砍伐森林，损耗林地13.91万亩，森林覆盖率在1962年降至16.4%。
1966年5月，“文化大革命”开始；6月，88名教师被划为“三反分子”（次年2月全部平反）；8月，学生开始“破四旧”，查古董，焚书画，铲木雕，砸佛寺，大批文物古迹被毁；1967年初，县委、县人民委员会瘫痪，公检法机关受到冲击。1968年10月28日，祥云县革命委员会成立，取代原县委、县人民委员会职能，实行党政一元化领导。“文革”中，全县273名干部受迫害，非正常死亡53人，致伤残167人。

#### 脱贫攻坚
2011年12月1日，中共中央、国务院印发《中国农村扶贫开发纲要（2011－2020年）》，祥云县被列入滇西边境山区集中连片特困地区国家级贫困县名单。在实行精准扶贫后，祥云县2014年至2018年累计脱贫8,164户、30,830人，贫困发生率从2014年的6.81%降至2018年的0.62%，3个贫困乡镇（下庄镇、普淜镇、鹿鸣乡）和64个贫困村也全部退出，2018年9月成为全省首批脱贫摘帽县。2019年末，剩余贫困人口795户、2,377人全部脱贫。

#### 撤县设市
祥云县先后于2001年、2011年、2016年、2019年和2020年5次申报撤县设市，前4次均因各种原因被搁置，第5次申报至2021年5月已完成前期的各项工作。

## 地理

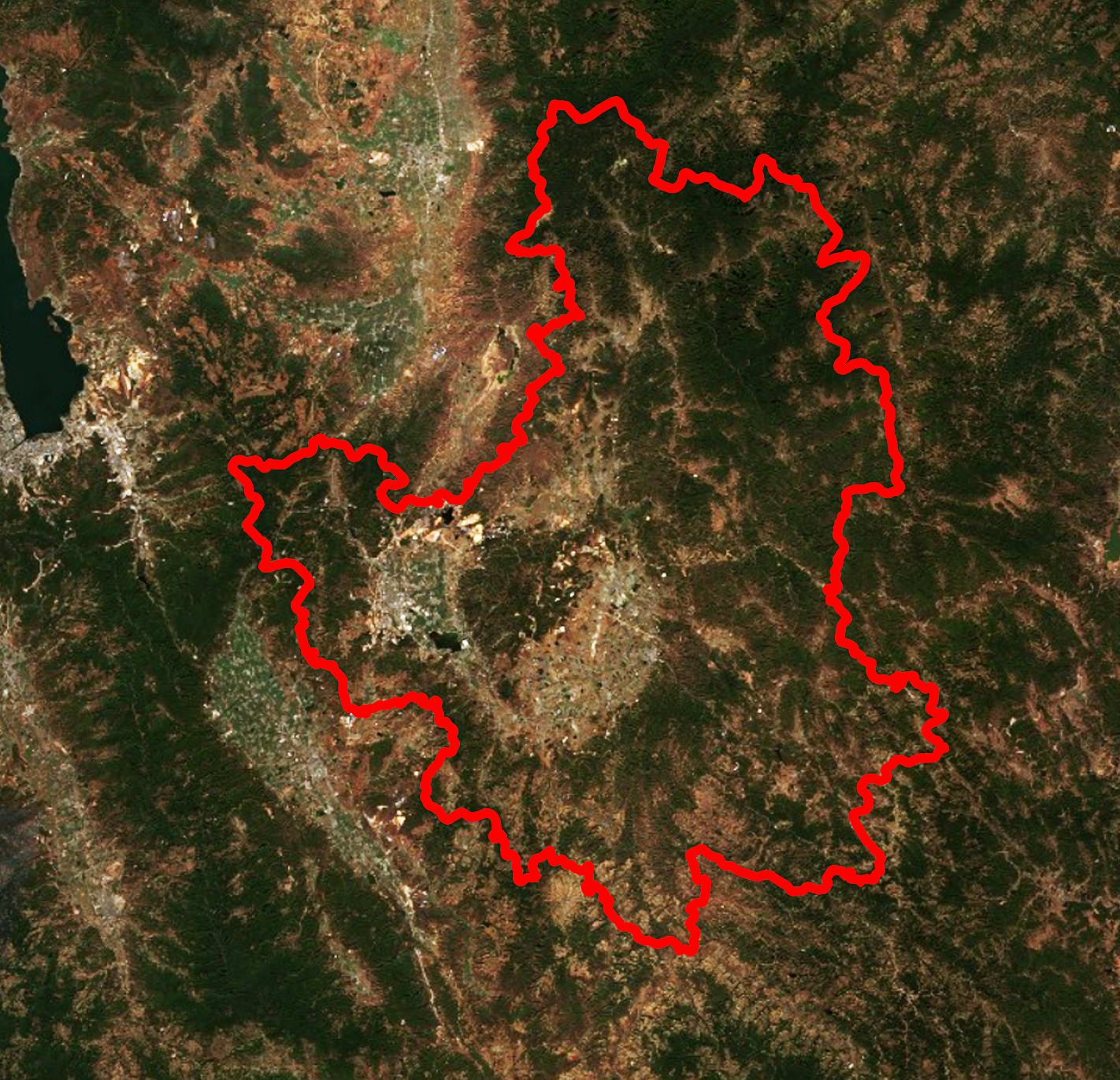
祥云县卫星照片

### 位置面积
祥云县地处云南省中部偏西北，大理白族自治州东部边缘。祥云县东与楚雄彝族自治州的大姚、姚安、南华三县接壤，南与弥渡县相连，西与州府大理市毗邻，北与宾川县交界。祥云县位于东经100°25′－101°02′，北纬25°12′－25°52′之间，东西最大跨距62.5千米，南北最大跨距74.5千米，最南端为鹿鸣乡一街河，最北端为米甸镇五顶山，最东端为普淜镇猫猫关，最西端为象鼻村五福山。祥云县城距大理45公里，距昆明298公里，是昆明市通往滇西八州市的交通要冲。
祥云县的总面积一般认为是2,425平方千米，《中华人民共和国行政区划简册》录入的面积为2,498平方千米，1992年土地利用现状调查土地总面积为2439.091平方公里。

### 地形地貌
祥云县地处云贵高原和横断山脉交界地界，地势西北高、东南低。坝区（盆地）面积442.5平方千米，占总面积的18.25%；山区面积1,982.5平方公里，占总面积的81.75%；河谷总面积111平方公里，占总面积的4.58%。全县最高点是东北部五顶山，海拔3,241米，最低点为南部高峰岭大河边，海拔1,433米，县城海拔1,996米。
祥云县地貌较丰富，中山、河谷、盆地相间排列。县内的山脉属云岭余脉，从西部和北部进入，总体呈南北走向，北部山群有五顶山、烧香顶、拉果摩头山、野猫山、老里么丫口等，西部山群有五福山、剥刀岭、九顶山、梁王山、帽山等，东南部山群有老青山、沐滂东岭、天峰山、水目山、鹦哥山等。祥云4个大的坝子分别为133.7平方公里的云南驿坝（下川坝）、92平方公里的祥城坝（城川坝）、71.8平方公里的禾甸坝以及20.15平方公里的米甸坝，云南驿坝是云南省四大高原平坝之一。

### 地质
祥云县位于扬子准地台西缘、青藏滇缅构造体系与川滇经向构造体系的交接处。
祥云县的地层分布呈现西老东新的特征，除志留纪外，从奥陶纪到白垩纪均有出露。土壤分布以紫色土（主要是黄红紫泥土）和红壤为主，分别占总面积的43.8%和39.8%，其次为水稻土（占6.5%）、黄棕壤（占1.9%）、棕壤（占1.5%）。

### 水系

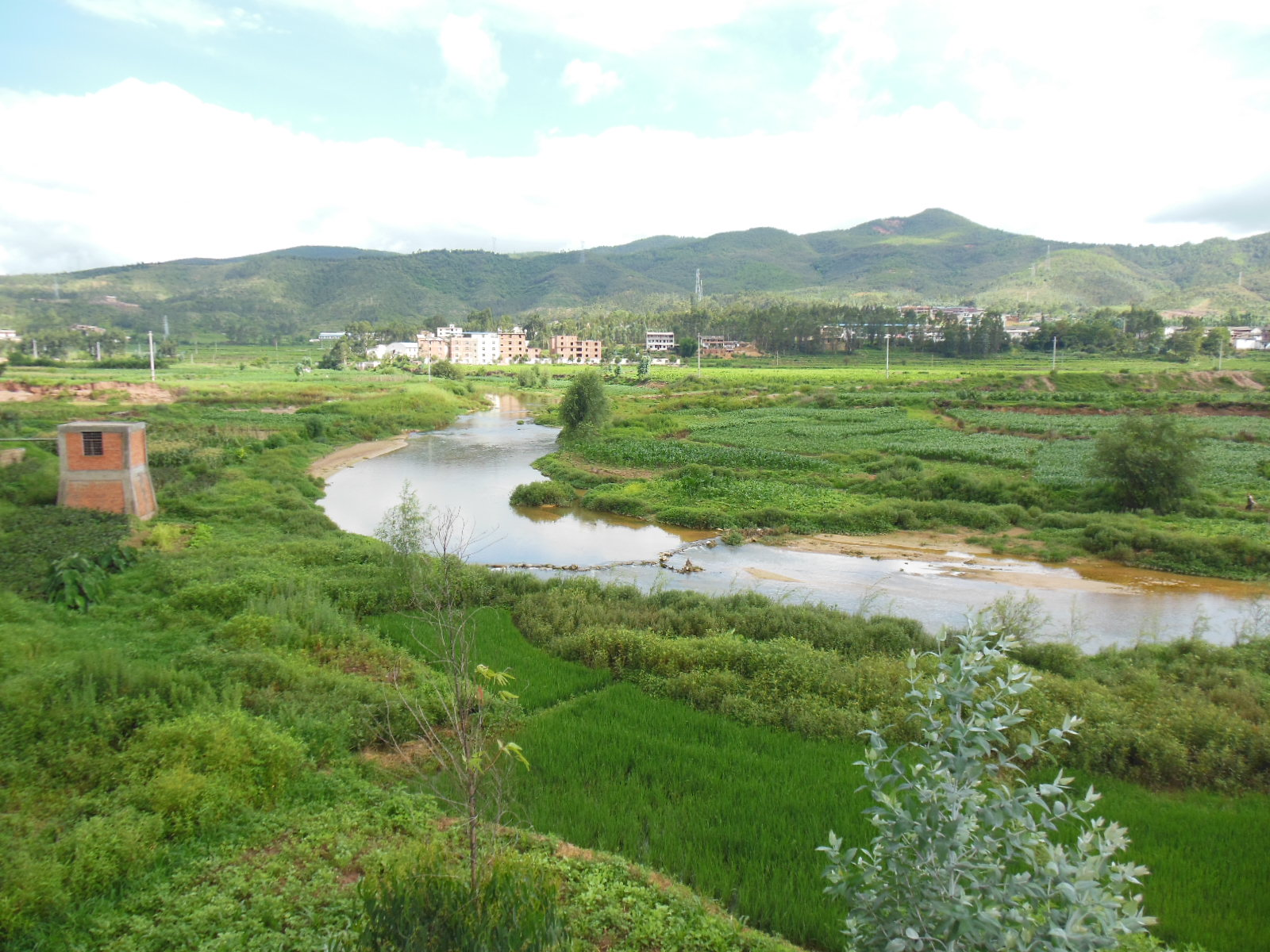
中河（金旦河）祥云县沙龙镇板桥村附近河段

祥云县地处金沙江流域和元江流域的分水岭，海拔高于四邻，境内有河流33条，箐沟131条，多数河流为境外河流的上源。中河是渔泡江支流，是祥云县境内最长河流发源于祥城镇五福山东麓，经小官庄水库、浑水海水库、青海湖后在姚安县境内汇入渔泡江，县内全长约98.1千米，流域面积713.5平方公里。境内河流均属秋涨冬涸的时令河，水能理论蕴藏量仅为2.7504万千瓦。

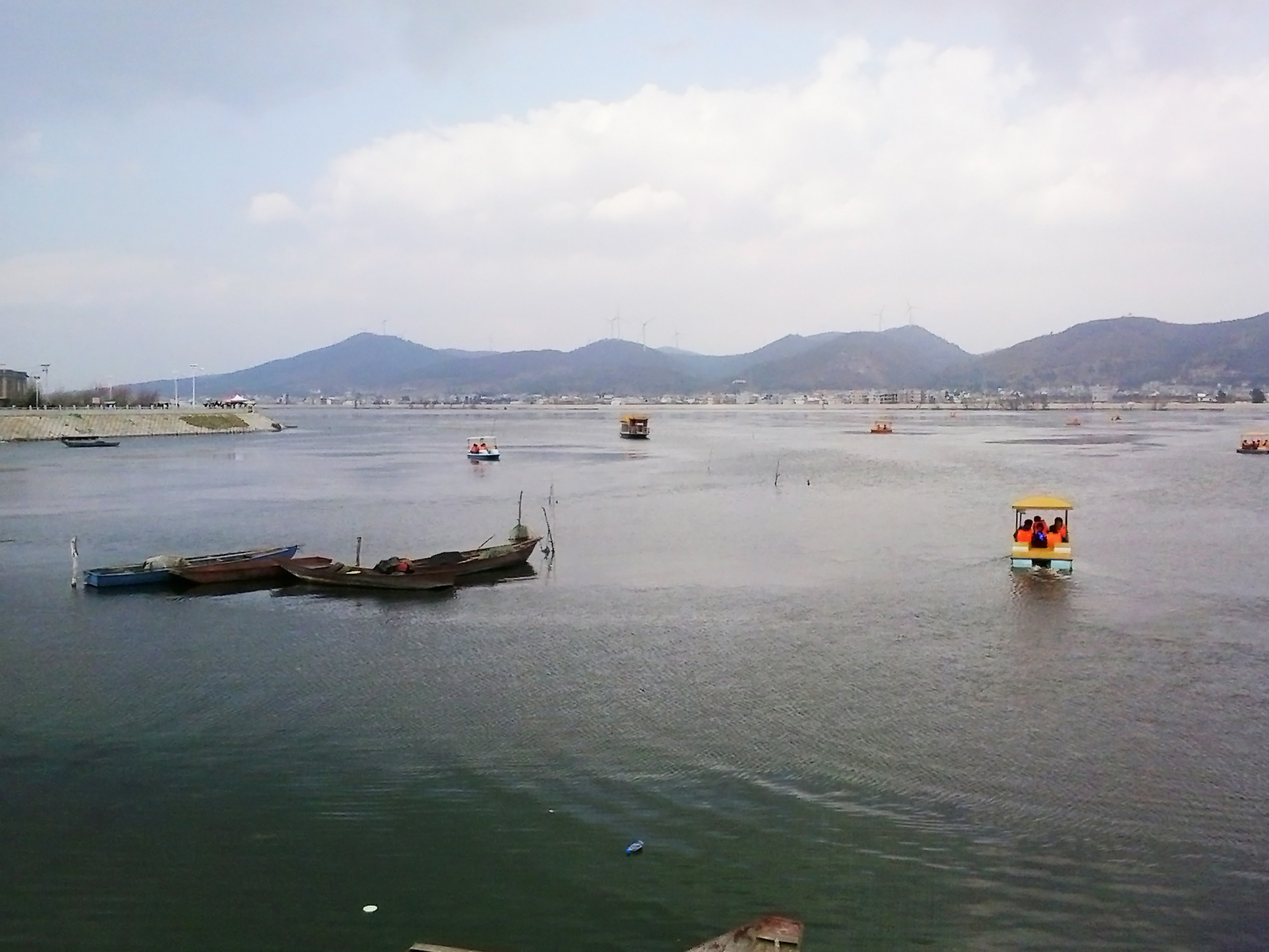
青海湖

祥云县西部有两座半封闭性的天然淡水湖：青海湖和莲花海。截止2021年，全县共有中型水库7座（浑水海水库、新兴苴水库、邵家水库、普淜水库、小官村水库、青海湖水库和清水河水库）、小（一）型水库11座、小（二）型水库304座、小坝塘2,031座，水利设施总控制水量2.32亿立方米。
祥云县境内地表水年均径流量为3.943亿立方米，以2005年人口计，人均占有水资源984立方米，人均占有水平仅为全国的44.3%，全省的18.8%。祥云县水资源贫乏，时空分布不均匀，供需矛盾突出。祥云县境内地下水分孔隙水、基岩水两种，总储量3.0483亿立方米，可开采的资源约0.519亿立方米，受多种条件制约，地下水利用率不高。

### 气候
祥云县属于亚热带低纬高原山地季风气候，具有四季不明显、干湿季分明、少雨干旱、日照时数长的特点，风向多为西南风。由于地处高原地区，立体气候显著，山区较河谷区及坝区气温略低。祥云县的年均气温为14.8℃，极端最高温31.9℃（1986年6月2日），极端最低温-6.5℃（1982年12月28日）。年平均无霜期238天，平均霜期自11月16日开始，到3月23日终止。年平均日照时数2,410.6小时。年平均降雨量822.5毫米，最多年（1986年）1,133.3毫米，最少年（2011年）498.4毫米；平均雨季起止日期为5月29日至10月19日，雨季的降水量占全年降水的89%。
2021年统计数据为：全年均温17.0℃，最高气温30.9℃，最低气温-2.1℃，总日照时数2,291.5小时，降雨量572毫米。
| 祥云县气象数据    | 祥云县气象数据 | 祥云县气象数据 | 祥云县气象数据 | 祥云县气象数据 | 祥云县气象数据 | 祥云县气象数据 | 祥云县气象数据 | 祥云县气象数据 | 祥云县气象数据 | 祥云县气象数据 | 祥云县气象数据 | 祥云县气象数据 | 祥云县气象数据 |
| 月份              | 1月            | 2月            | 3月            | 4月            | 5月            | 6月            | 7月            | 8月            | 9月            | 10月           | 11月           | 12月           | 全年           |
| ----------------- | -------------- | -------------- | -------------- | -------------- | -------------- | -------------- | -------------- | -------------- | -------------- | -------------- | -------------- | -------------- | -------------- |
| 平均高温 °C（°F） | 15.1 (59.2)    | 16.7 (62.1)    | 20.0 (68.0)    | 23.1 (73.6)    | 25.0 (77.0)    | 25.2 (77.4)    | 24.3 (75.7)    | 24.3 (75.7)    | 23.4 (74.1)    | 21.5 (70.7)    | 18.0 (64.4)    | 15.3 (59.5)    | 21.0 (69.8)    |
| 日均气温 °C（°F） | 8.1 (46.6)     | 9.8 (49.6)     | 12.7 (54.9)    | 16 (61)        | 18.8 (65.8)    | 20.2 (68.4)    | 19.6 (67.3)    | 19 (66)        | 17.8 (64.0)    | 15.7 (60.3)    | 11.5 (52.7)    | 8.3 (46.9)     | 14.8 (58.6)    |
| 平均低温 °C（°F） | 2.0 (35.6)     | 3.5 (38.3)     | 5.9 (42.6)     | 9.4 (48.9)     | 13.6 (56.5)    | 16.4 (61.5)    | 16.4 (61.5)    | 15.5 (59.9)    | 14.2 (57.6)    | 11.7 (53.1)    | 6.5 (43.7)     | 2.6 (36.7)     | 9.8 (49.7)     |
| 平均降水量 mm（） | 11.9 (0.47)    | 15.6 (0.61)    | 17.7 (0.70)    | 20 (0.8)       | 64.9 (2.56)    | 130.7 (5.15)   | 155.7 (6.13)   | 165.3 (6.51)   | 121.5 (4.78)   | 83.5 (3.29)    | 27.4 (1.08)    | 8.3 (0.33)     | 822.5 (32.38)  |
| 月均日照時數      | 250.8          | 229.1          | 247.8          | 232.6          | 221.7          | 177.6          | 128.7          | 143.8          | 144.4          | 180.4          | 213.5          | 240.2          | 2,410.6        |
| 来源：            |                |                |                |                |                |                |                |                |                |                |                |                |                |

### 资源

#### 植物
2020年，祥云县森林覆盖率为65.56%。祥云县有半湿性常绿阔叶林、温寒山地常绿栎类林、寒温山地针叶林、寒温性灌丛林、干热河谷灌丛林5个植被类型；有树木48科76属94种，花卉51科90属137种，中药材101科299种，野生菌类19科29属37种。至2022年，全县登记有227株古树名木。祥云县有面积9,856.47公顷的清华洞国家森林公园。

#### 动物
祥云县有野生动物大约128种，其中兽类37种，两栖动物及爬行动物14种，鸟类60种，环节、节肢及软体动物17种，有国家一级保护动物4种（豹、云豹、黑麂、绿孔雀），二级保护动物27种。

#### 矿产
祥云县位于扬子准地台西缘大姚中生代沉积盆地西侧，县境东部有三叠纪含煤岩系发育，县境西部有古生代沉积岩和酸性浅层侵入岩发育；相应地，祥云县矿产东部以煤为主，西部以金属矿为主。境内矿产有煤、金、银、铜、铁、钼、铅、锌、石灰石、重晶石、粘土、高岭土、石英砂、花岗岩等，已探明各类矿床点45处，优势矿产为煤、金、铜、钼、石灰岩、石英砂岩和花岗岩。煤炭资源尤为丰富，初步探明储量约1.2亿吨。金属矿储量较小，主要开采金、铜、铁。

### 自然灾害

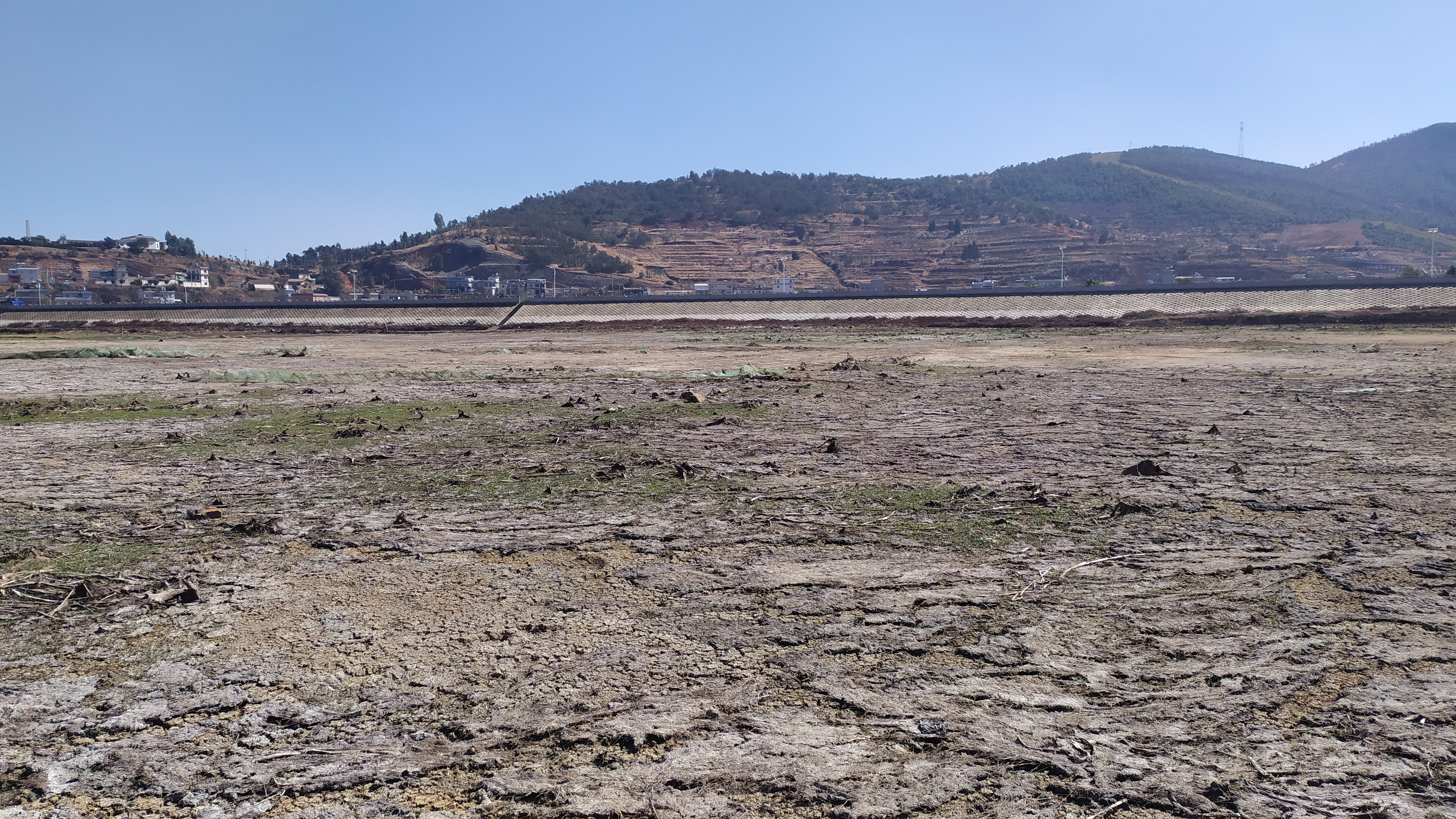
干涸的青海湖，摄于2020年3月

祥云县的自然灾害主要有干旱、洪涝、冰雹、冷冻、大风等。祥云是省内著名干旱县，局部性干旱几乎年年有，全域性干旱平均两年一次。洪涝多为局部发生，平均3－4年发生一次。冰雹为夏秋季节的局部灾害，平均5年发生一次，对烤烟种植影响极大。
2010年云南旱灾中，祥云县受灾严重。旱灾自2009年就已开始，当年10月至2010年7月无有效降雨，青海湖、莲花海两个天然湖泊及部分小水库干涸。至2010年底，全县10个乡镇、93个村委会、645个自然村受灾，14.53万人、5.88万头大牲畜饮水困难。2011年降雨量仅498.4毫米，打破1988年的最低记录507.5毫米。

## 政治

### 现任领导
| 机构     | · 中国共产党 · 祥云县委员会 · 书记 | 祥云县人民代表大会 常务委员会 主任 | 祥云县人民政府 县长 | · 中国人民政治协商会议 · 祥云县委员会 · 主席 |
| -------- | ---------------------------------- | ---------------------------------- | ------------------- | -------------------------------------------- |
| 姓名     | 王远                               | 姚曙光                             | 张挺                | 伍加光                                       |
| 民族     | 汉族                               | 汉族                               | 白族                | 汉族                                         |
| 籍贯     | 云南宾川                           | 云南祥云                           | 云南宾川            | 云南祥云                                     |
| 出生日期 | 1972年2月（53歲）                  | 1971年1月（54歲）                  | 1974年7月（50歲）   | 1967年8月（57歲）                            |
| 就任日期 | 2021年5月                          | 2022年1月                          | 2021年6月           | 2022年1月                                    |

### 行政区划

#### 现行区划
祥云县下辖8个镇、1个乡、1个民族乡：
祥城镇、沙龙镇、云南驿镇、下庄镇、普淜镇、刘厂镇、禾甸镇、米甸镇、鹿鸣乡和东山彝族乡。
截止2020年末，全县共有132个村民委员会、7个社区居民委员会、881个自然村（其中社区辖9个）、1,163个村民小组、103个居民小组。
| 祥云县行政区划图                                                            | 祥云县行政区划图 | 祥云县行政区划图  | 祥云县行政区划图    | 祥云县行政区划图 | 祥云县行政区划图 | 祥云县行政区划图 | 祥云县行政区划图 | 祥云县行政区划图 | 祥云县行政区划图 | 祥云县行政区划图 |
| --------------------------------------------------------------------------- | ---------------- | ----------------- | ------------------- | ---------------- | ---------------- | ---------------- | ---------------- | ---------------- | ---------------- | ---------------- |
| 米甸镇 禾甸镇 东山彝族乡 祥城镇 沙龙镇 刘厂镇 云南驿镇 下庄镇 普淜镇 鹿鸣乡 |                  |                   |                     |                  |                  |                  |                  |                  |                  |                  |
| 区划代码                                                                    | 区划名称         | 面积 （平方公里） | 人口 （2020年普查） | 下辖地区数量     | 下辖地区数量     | 下辖地区数量     | 下辖地区数量     | 政府驻地         | 邮政编码         |                  |
| 区划代码                                                                    | 区划名称         | 面积 （平方公里） | 人口 （2020年普查） | 社区             | 村委会           | 自然村           | 村民小组         | 政府驻地         | 邮政编码         |                  |
| 532923100                                                                   | 祥城镇           | 325               | 140,010             | 7                | 27               | 149              | 236              | 府前街4号        | 672100           |                  |
| 532923101                                                                   | 云南驿镇         | 218.76            | 68,858              | 5                | 22               | 97               | 204              | 前所街435号      | 672104           |                  |
| 532923102                                                                   | 下庄镇           | 225.50            | 43,128              | 1                | 11               | 109              | 130              | 下庄街文化路64号 | 672105           |                  |
| 532923103                                                                   | 刘厂镇           | 90.12             | 29,903              | 4                | 4                | 26               | 79               | 大波那街41号     | 672107           |                  |
| 532923104                                                                   | 禾甸镇           | 305.88            | 34,984              | 2                | 10               | 94               | 114              | 禾甸街70号       | 672108           |                  |
| 532923105                                                                   | 沙龙镇           | 68.53             | 24,336              | 2                | 5                | 24               | 57               | 东邑村405号      | 672102           |                  |
| 532923106                                                                   | 米甸镇           | 413               | 23,678              |                  | 10               | 92               | 72               | 米甸街44号       | 672109           |                  |
| 532923107                                                                   | 普淜镇           | 325.35            | 21,740              |                  | 14               | 204              | 160              | 普淜街39号       | 672106           |                  |
| 532923203                                                                   | 鹿鸣乡           | 153.22            | 10,618              |                  | 7                | 101              | 57               | 鹿鸣街11号       | 672104           |                  |
| 532923204                                                                   | 东山彝族乡       | 316               | 9,387               |                  | 8                | 78               | 82               | 妙姑街29号       | 672107           |                  |
| [ 184 ]                                                                     | [ 184 ]          | [ 185 ]           | [ 186 ]             | [ 140 ]          | [ 140 ]          | [ 140 ]          | [ 140 ]          | [ 187 ]          | [ 188 ]          |                  |

#### 区划沿革
中华民国时期，祥云县下设区、乡（镇）、闾、邻四级行政单位。1937年，祥云县下辖7个区，辖53个乡、7个镇，编799闾、4,051邻。1938年，废闾邻制，改保甲制，全县设7区、18乡、4镇，下辖173保、1,729甲。1940年，废除区建制，全县设13个乡（镇）。1944年，整理保甲编制，全县设10乡、3镇，下辖117保、1,346甲。
| 名称   | 辖镇       | 辖乡                                                       | 合计           |
| ------ | ---------- | ---------------------------------------------------------- | -------------- |
| 第一区 | 祥城       | 周官、禾乔、中右、宝泉、存德、金灯、蒙舍、云坪、美长、程官 | 144闾、1,135邻 |
| 第二区 | 青海       | 石壁、花园、双凤、禾华、果成、海城、华严、青华、毓灵、白岩 | 138闾、702邻   |
| 第三区 | 云驿、前所 | 紫金、月镜、天华、鹿鸣、水月、沐湾、兴文                   | 149闾、744邻   |
| 第四区 | 波那       | 明德、文峰、青梅、玉峰、中和、兴刘、南屏、金仓、妙禾       | 141闾、668邻   |
| 第五区 | 嘉禾       | 庆云、龙泉、万寿、凤仪                                     | 96闾、455邻    |
| 第六区 | 米甸       | 弥陀、自强、龙凤、峨溪、孔道、碧溪                         | 81闾、410邻    |
| 第七区 |            | 六营、南联、东华、西园、北洱、宾上、宾下                   | 50闾、266邻    |

| 祥云县行政区划图（1988年）                                                                             |
| --- |
| 米甸彝族乡 禾甸乡 东山彝族乡 刘厂乡 祥城镇 沙龙乡 下庄乡 普淜彝族乡 鹿鸣乡 象鼻乡 周家乡 前所乡 马街乡 |

中华人民共和国成立后，1950年3月祥云县取消乡镇建制，设城区、南区、北区3个区，下辖15个分区、70个行政村。同年10月撤销分区，改设5个区。1952年，撤销全部70个行政村，改设为74个乡、3个镇。1952年11月，第五区的拉乌、来凤溪、新兴、新田4个乡划归宾川县。1953年12月，弥渡县第五区（马街区）划归祥云县，成立第六区。1954年9月，撤销第六区，并入第一、二区。同年第五区背阴地乡划归盐丰县。1958年1月，第四区海稍乡划归宾川县；5月，姚安县普淜区划归祥云县；同月撤区建制，全县设3个镇、27个乡；8月，乔甸乡划归宾川县。1958年11月，弥渡县、宾川县并入祥云县，为祥云、弥渡、宾川三个片区。同时成立15个人民公社，其中祥云片有6个公社。1961年撤销大县，同时恢复5个区，下辖35个公社。次年又调整为9个区（祥城区、八一区、前所区、下庄区、刘厂区、马街区、禾甸区、米甸区、普淜区）、1镇（祥城镇），辖120个公社、3个居民委员会。1964年，米甸区雄鲁么公社划归宾川县。1970年，区改为公社，公社改为生产大队。1974年，析马街公社，成立鹿鸣公社。1975年，析祥城公社，成立红周公社；析刘厂公社，成立东山公社。1984年废人民公社体制，恢复区镇建制，全县设12个区、1个镇。1987年底至1988年3月，区乡体制改革，各区改为乡，其中祥城区改为周家乡，普淜、东山、米甸改为彝族乡。
1999年12月，撤销刘厂乡，设立刘厂镇；撤销下庄乡，设立下庄镇。2002年8月，周家乡并入祥城镇，沙龙镇6个村委会并入祥城镇。2000年12月，撤销前所乡，设立云南驿镇；撤销禾甸乡，设立禾甸镇；撤销米甸彝族乡，设立米甸镇。2001年12月，撤销沙龙乡，设立沙龙镇；撤销普淜彝族乡，设立普淜镇。2005年12月，象鼻乡并入祥城镇，马街乡并入云南驿镇。

## 经济
2020年统计，祥云县国内生产总值为193.10亿元，第一、二、三产业增加值分别为48.05亿元、56.06亿元、88.99亿元，三次产业结构比为24.88∶29.03∶46.08。人均生产总值47,189元，低于云南省平均值（51,975元），城镇常住居民人均可支配收入39,385元，农村常住居民人均可支配收入14,121元。职工年平均工资10.15万元。2020年全县规模以上固定资产投资133.10亿元。全年地方一般公共预算收入11.36亿元，人均2,776元；地方一般公共预算支出36.89亿元，人均9,015元。
在大理州十四五规划中，祥云县是大理州“经济社会发展的‘双引擎’”之一，是洱海流域产业转移和人口疏解的主要承载区。

### 第一产业

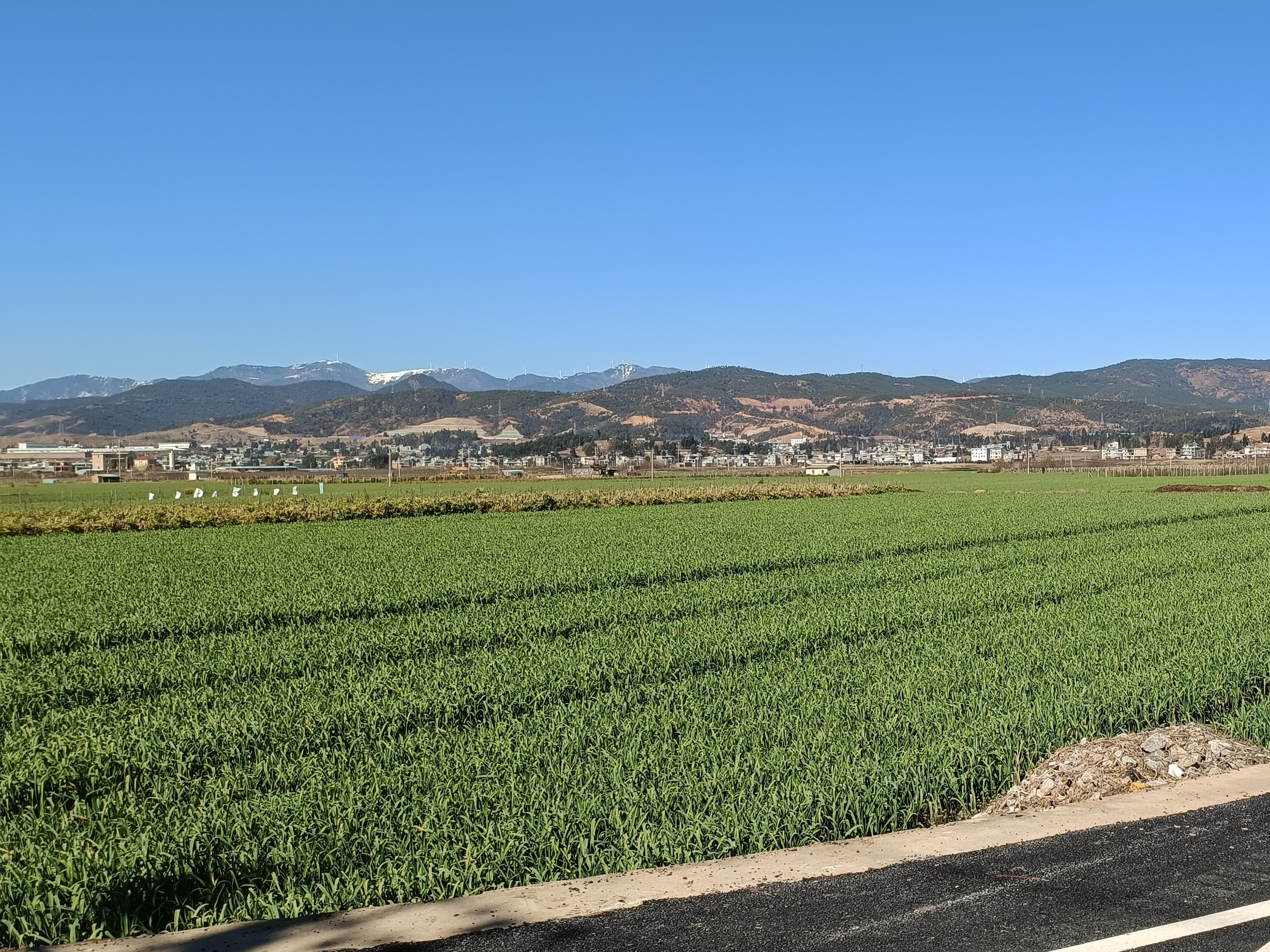
祥城坝祥城镇中右所村附近的农田

祥云县第一产业占比24.8%，高于同期云南省（14.3%）和中国（7.3%）的平均水平。祥云县是全国产粮大县、国家农村产业融合发展试点示范县、云南省高原特色农业示范县。据国土三调数据，祥云县耕地面积为34,390.28公顷。2020年，全县粮食播种面积33,430公顷，产量21.13万吨。祥云县的主要粮食作物有水稻、玉米、小麦、蚕豆等，主要经济作物有油菜、核桃、烤烟、茶叶等。
烤烟是祥云县重要的经济作物。祥云县的烤烟种植始于1947年，祥云曾于1984年、1986年、1987年获“全国烤烟生产先进县”称号。2020年，全县烤烟种植面积5,477公顷，产量1.52万吨，烟农收入3.5亿元，烟叶税收7,750余万元。
祥云县是“中国蚕桑之乡”，多年来养蚕量、产量居全省第二位。2019年全县桑园面积94,490亩，蚕种饲养量158,211张，鲜茧产量6,310吨，鲜茧产值31,466万元。
|                    | 粮食  | 稻谷 | 小麦 | 玉米  | 豆类 | 薯类 | 油料 | 油菜籽 | 烤烟 | 蔬菜  | 水果 | 蚕茧 | 核桃 |
| ------------------ | ----- | ---- | ---- | ----- | ---- | ---- | ---- | ------ | ---- | ----- | ---- | ---- | ---- |
| 种植面积（万公顷） | 3.34  |      |      |       |      |      | 0.17 |        | 0.55 | 0.54  |      |      |      |
| 产量（万吨）       | 21.13 | 3.63 | 0.61 | 11.01 | 2.39 | 1.51 | 0.45 | 0.44   | 1.52 | 11.15 | 1.7  | 0.64 | 1.65 |

| 猪    | 猪    | 猪     | 牛   | 牛   | 牛     | 羊    | 羊   | 羊     | 家禽   | 家禽   | 家禽   | 禽蛋 | 蜂蜜（吨） | 水产品 |
| 存栏  | 出栏  | 肉产量 | 存栏 | 出栏 | 肉产量 | 存栏  | 出栏 | 肉产量 | 存栏   | 出栏   | 肉产量 | 禽蛋 | 蜂蜜（吨） | 水产品 |
| ----- | ----- | ------ | ---- | ---- | ------ | ----- | ---- | ------ | ------ | ------ | ------ | ---- | ---------- | ------ |
| 31.98 | 41.65 | 3.46   | 5.39 | 1.94 | 0.26   | 10.10 | 4.08 | 0.07   | 851.64 | 978.89 | 2.07   | 4.32 | 0.60       | 0.17   |

### 第二产业
祥云县形成了冶金、建材、化工、能源、农产品加工、装备制造六大工业支柱产业。2020年，全县规模以上工业总产值138.64亿元，规模以上工业增加值34.23亿元，有规模以上工业企业41户。云南祥云经济技术开发区为省级工业园区，分4个园区，2021年工业总产值172.36亿元，冶金产业产值占一半以上，园区重点发展绿色硅、新能源电池、新型建材产业，有一条专用铁路线。
祥云县是全国最大的野生菌集散、加工、出口基地，年加工出口野生菌7,000吨以上，创汇超过3,000万美元。

### 第三产业

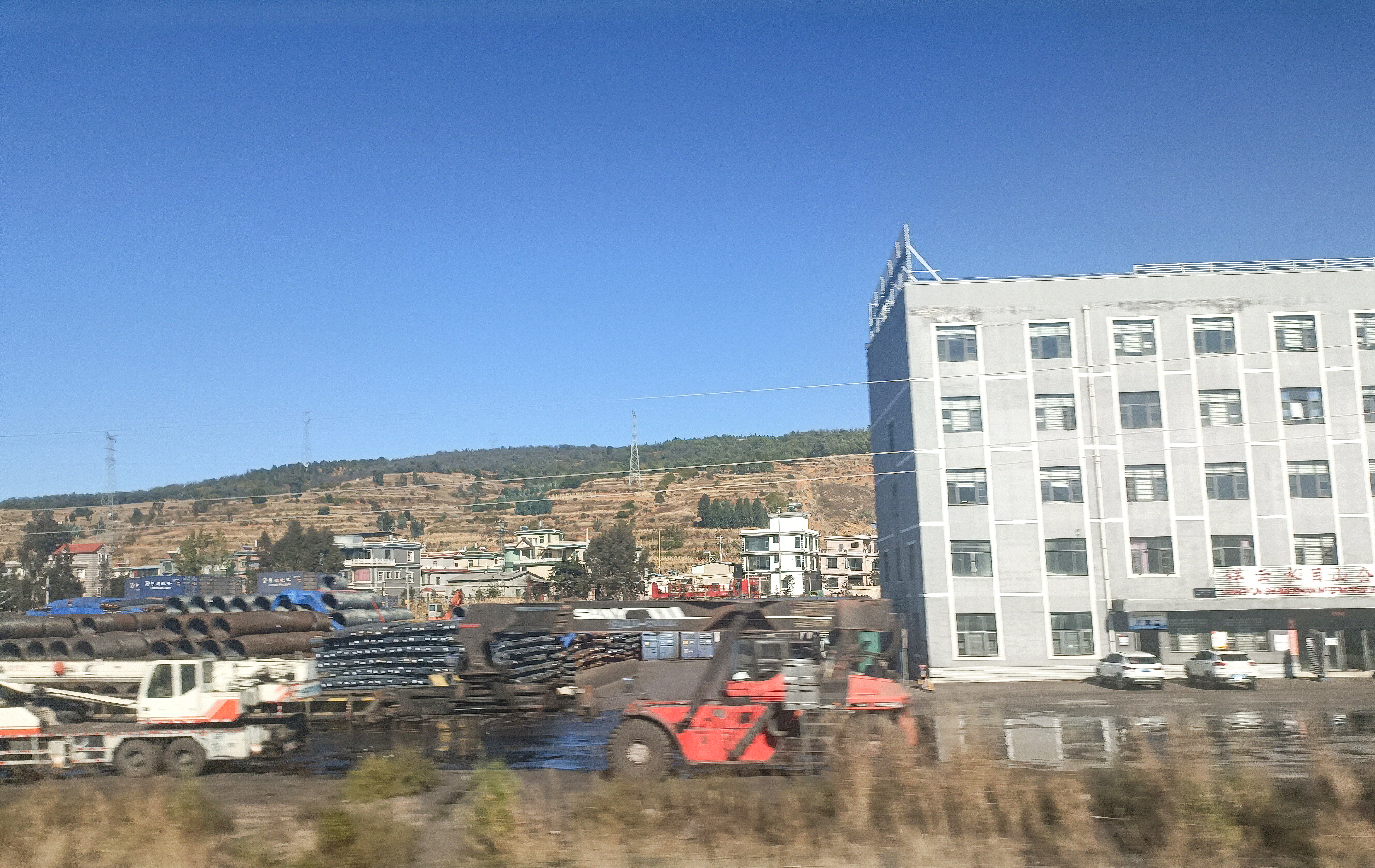
水目山公铁联运物流港

2020年末，祥云县金融机构存款余额187.56亿元，中国银行、中国工商银行、中国农业银行、中国建设银行、中国农业发展银行、中国邮政储蓄银行、富滇银行、云南省农村信用社、云南红塔银行、曲靖市商业银行等银行在祥云县开设支行，祥云县成立了云南祥云渝农商村镇银行、云南祥云农村商业银行两家本土银行。
在《云南省物流枢纽布局和建设规划》中，大理（祥云）是商贸服务型国家物流枢纽承载城市。水目山公铁联运物流港于2018年4月开通运营，2021年货运量达232万吨。滇西（祥云）国际物流港正在建设。

## 人口

### 统计
| 祥云县部分年份人口 | 祥云县部分年份人口 |
| 年份               | 总人口             |
| ------------------ | ------------------ |
| 1919               | 76,363             |
| 1924               | 82,930             |
| 1932               | 121,710            |
| 1936               | 120,908            |
| 1938               | 108,800            |
| 1940               | 108,304            |
| 1947               | 91,829             |
| 1948               | 95,730             |
| 1949               | 180,300            |
| 1953               | 215,175            |
| 1964               | 236,367            |
| 1982               | 367,355            |
| 1990               | 395,495            |
| 2000               | 433,291            |
| 2010               | 455,605            |
| 2020               | 406,642            |
| 参考：             |                    |

康熙《云南县志》载，康熙五十六年（1717年），云南县有军户807人、民户3,043人，这是最早的祥云县人口数据。1936年统计时，祥云县人口为120,908人，后因战乱、传染病及填报不实等原因，1947年统计时锐减到91,829人。1949年末进行清理登记后统计得的人口数为180,300人。1950年－1957年为中华人民共和国成立后的第一个人口增长高峰期。1958年－1960年，因“大跃进”和三年自然灾害，人口增长缓慢。1961年－1979年为第二个人口增长高峰期，平均年增长率28.95‰；特别是1973年自然增长率高达33.31‰，为建国以来自然增长率最高的一年；此阶段的高速增长一是因为经济恢复后的补偿性生育，二是“文革”期间人口增长无法得到控制。1980年起，计划生育政策得到贯彻落实，人口增长趋于平缓。
2020年第七次人口普查结果，祥云县总人口（常住人口）共有406,642人，城镇人口185,948人（占45.73%），乡村人口220,694人（占54.27%）。共有男性205,995人、女性200,647人，性别比为102.67。0—14岁人口共64,500人（占15.86%），15—59岁人口共265,614人（占65.32%），60岁及以上人口共76,528人（占18.82%），其中65岁及以上人口共58,958人（占14.50%）。大学专科学历及以上人口有32,872人，15岁以上的文盲有19,957人，占15岁以上人口的5.83%。2020年末统计，祥云县户籍人口共有15.07万户、48.26万人。

### 民族
祥云县境内有汉族、白族、彝族、傈僳族、苗族、回族6个世居民族，共42种少数民族成分。现在祥云县境内最多的民族是汉族，其次为白族、彝族、傈僳族。
| 民族               | 汉族    | 白族   | 彝族   | 傈僳族 | 苗族  | 回族  | 其他民族（37种） |
| ------------------ | ------- | ------ | ------ | ------ | ----- | ----- | ---------------- |
| 人口               | 38.82万 | 48,875 | 39,664 | 1,628  | 991   | 690   | 2,544            |
| 占总人口比例       | 80.44%  | 10.13% | 8.23%  | 0.34%  | 0.21% | 0.14% | 0.51%            |
| 占少数民族人口比例 | ---     | 51.78% | 42.02% | 1.72%  | 1.05% | 0.73% | 2.70%            |

#### 汉族
自西汉起，汉族不断迁入祥云县境内。明代是汉族入境的鼎盛时期，明洪武十九年（1386年），朝廷在县内建洱海卫，并推行屯田制度，调入主要来自江苏、江西的军户九千余人。如今问起汉民祖籍，有人还可说出南京应天府、江西福州府之类；城川坝、下川坝仍有100余个村镇以所、屯、营等军屯单位命名。中华人民共和国成立后，为开发边疆，大批汉族从内地迁移到祥云。此外，在坝区与汉族混居的少数民族也有被汉族同化的现象。境内汉族主要分布在除禾甸以外的坝区和部分半山区。:12-132020年，汉族占全县户籍人口的80.44%。

#### 白族
今祥云县境内白族的先民，一部分是西汉时从滇东迁入的僰人，一部分为南诏大理国时期迁入的白蛮。境内白族主要分别在禾甸镇，2020年白族占禾甸镇总人口的81.8%，其他乡镇也有少数白族聚居村落。2020年，白族占全县户籍人口的10.13%。

#### 彝族
今祥云县境内的彝族有多种自称或他称，分属4个彝族支系，有的自新石器时代就定居境内，有的在清代从大姚、南华迁入。境内彝族主要聚居在半山区、山区和高寒山区。2020年，彝族占全县户籍人口的8.23%。

#### 其他民族
傈僳族、苗族、回族在境内定居的历史相对较短，占总人口比例较低。傈僳族、苗族大多为自清代起其他地区迁入。回族主要是元明清时期随军队迁入，在清代曾一度发展至三万余人，但因其响应杜文秀反清起义并攻占县城，清光绪十年（1884年）清军收复县城后对境内回族进行大屠杀，回族人口锐减。

## 文化

### 宗教

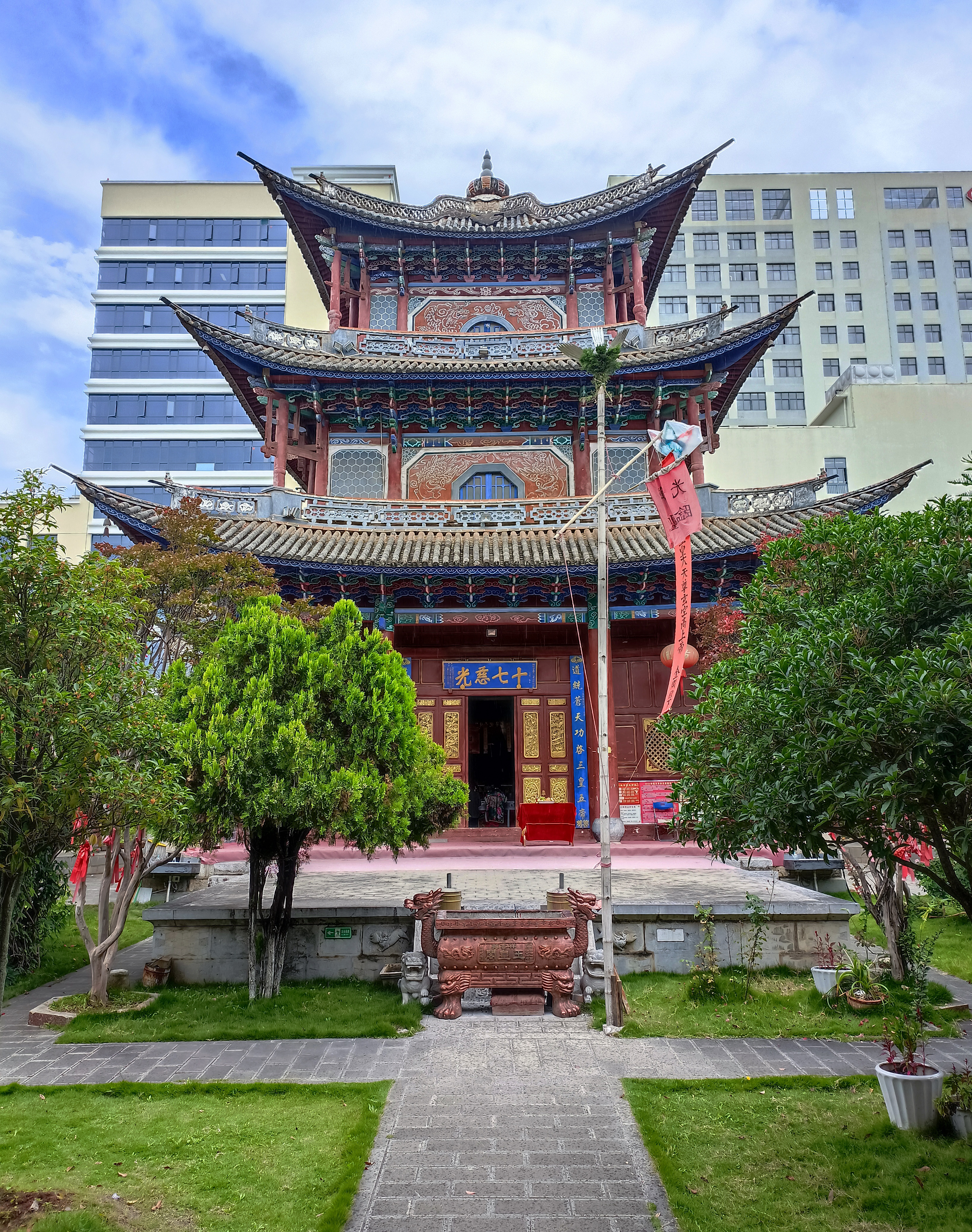
祥城玉皇阁

祥云县有原始宗教、佛教、道教、伊斯兰教、基督教5种宗教信仰形式。截止2020年，祥云县有祥云县佛教协会、祥云县道教协会、祥云县基督教协会、基督教三自爱国运动委员会4个宗教团体，登记活动场所17处（佛教6处、道教4处、基督教6处、伊斯兰教1处），教职人员49名，全县有信教群众3万余人。

#### 原始宗教
自然崇拜、本主崇拜、土主崇拜、祖先崇拜等均是祥云县原始宗教的组成。自然崇拜、祖先崇拜是多个民族的共同信仰。本主崇拜是白族特有的宗教形式，本主即当地村落的保护神，供奉本主的庙称本主庙。本主多为帝王将相、忠臣孝子、英雄烈女、自然崇拜中的神灵等。中华人民共和国成立前各村在每年本主节有“接本主”的活动。土主崇拜为彝、汉两族的信仰，土主是对一方百姓做过贡献的人物，死后当地为其建庙供奉。本主、土主崇拜源流基本相同，形式上有许多相似之处。

#### 佛教
祥云县境内佛教属大乘佛教。佛教自唐代传入，明代兴盛，清末因战乱逐年衰落，在中华人民共和国建立后的历次政治运动中又受到冲击，20世纪80年代后逐渐恢复。水目山于唐元和八年（813年）开山建寺，山上寺院屡毁屡建，“文革”期间又遭毁坏，后陆续修复，现存的水目寺塔为大理国遗物，山上的72座历代僧墓塔，规模居全国前列。其他著名佛寺有九鼎寺、禾甸万寿寺等。

#### 其他宗教
祥云县境内道教属正一道，传入较早，具体时期已不可考，现存道观天峰山老君殿、祥城玉皇阁等。伊斯兰教仅为回族信仰，在元代随回民移民传入，现仅存清真寺一个。1932年起，中国内地会的澳籍牧师梁锡生等人陆续到祥云县传教，县内现有多个基督教活动点。

### 节庆活动
火把节的时间在县城、普淜镇等地区为每年农历六月廿四，下庄镇、米甸镇等地区则为六月廿五。当日傍晚，人们点燃火把后，会先在院内、田间照一遍，称“燎房”“燎田”，以祈福健康平安、五谷丰登，之后持火把走到街头，成群戏耍，火把节上会开展耍火把、跳火把、打歌会、篝火晚会等活动庆祝节日。天峰山歌会是彝族传统节日，每年农历二月十五在普淜镇天峰山举行，人们进行打歌、彝族民歌对唱、诵经拜唱、洞经音乐会等活动。哑巴节又称“龙华会”，是流传于禾甸镇七宣村的彝族传统节日，在每年正月初八举行，哑巴节与一位哑女帮助村民的传说有关，节日的核心内容是跳哑巴舞，舞者身上画有丰富的彩绘。

### 文物

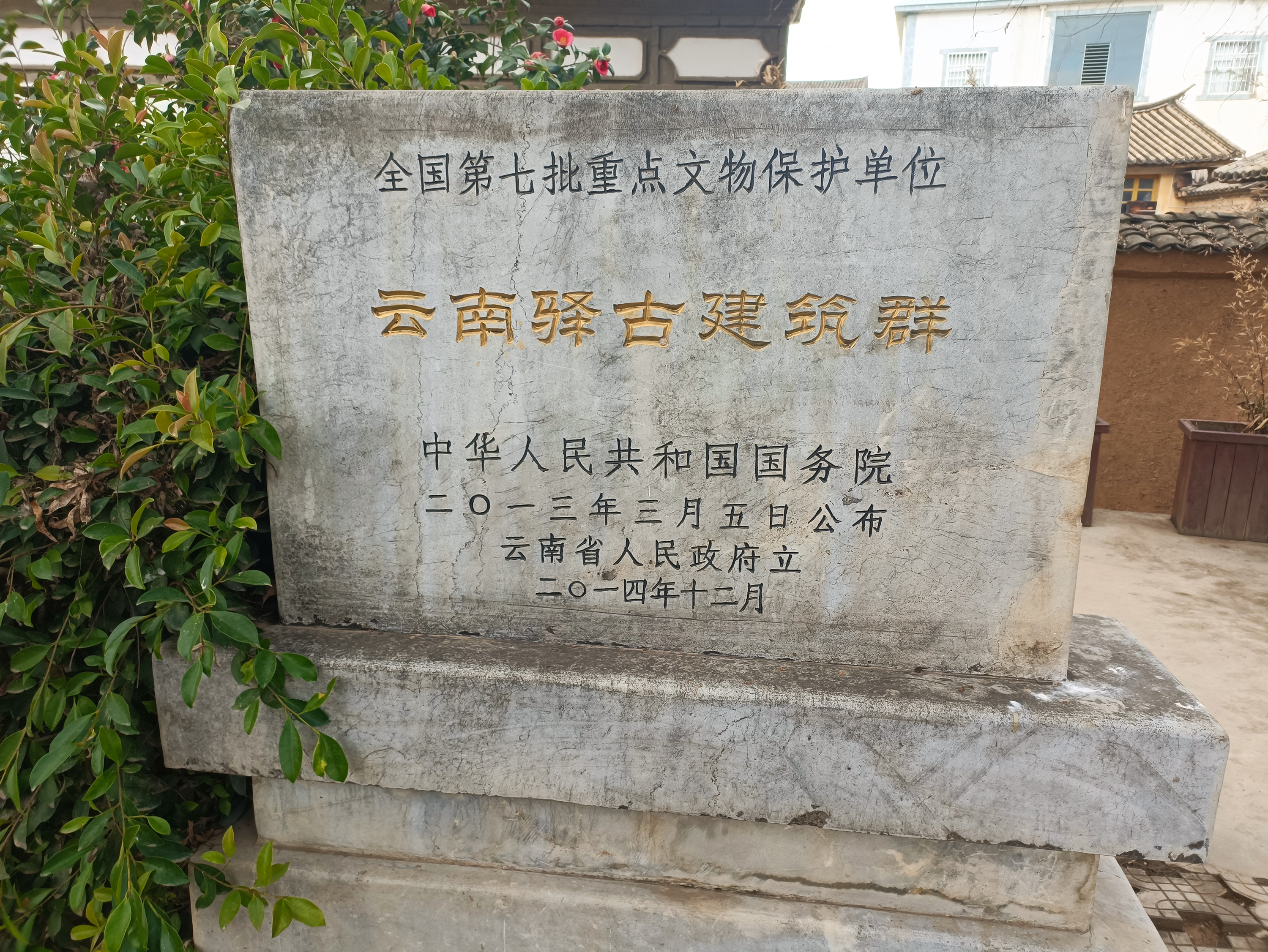
云南驿古建筑群的文物保护单位标志碑

截止2020年，祥云县共有各级文物保护单位46项，其中国家级5项（分别是水目寺塔、茶马古道祥云县段、云南驿古建筑群、大波那遗址、天峰山古建筑群），省级5项，州级18项，县级18项，在第三次全国文物普查中登记的不可移动文物共253项。截止2019年，祥云县有3家可移动文物收藏单位，实有藏品11,740件。

### 方志
祥云县的地方志编修始于清代。现存清代县志有康熙《云南县志》（伍青莲修）、乾隆《云南县志》（张圣功、王在璋修）、光绪《云南县志》（黄炳堃修）3种，乾隆《云南县志》（谢圣纶修）、道光《云南县志》（杨开秦、董其政修）2种未见传本。民国时期地方志有1921年雷应中编《云南县地方志资料调查表》，1949年完成初稿、之后遗失的《祥云县志》。中华人民共和国成立后，第一轮《祥云县志》于1996年出版，《祥云县志（1978-2005）》于2012年出版，截止2022年，共编写出版部门志37部、乡镇志1部、村志1部、年鉴16部。

## 社会事业

### 教育

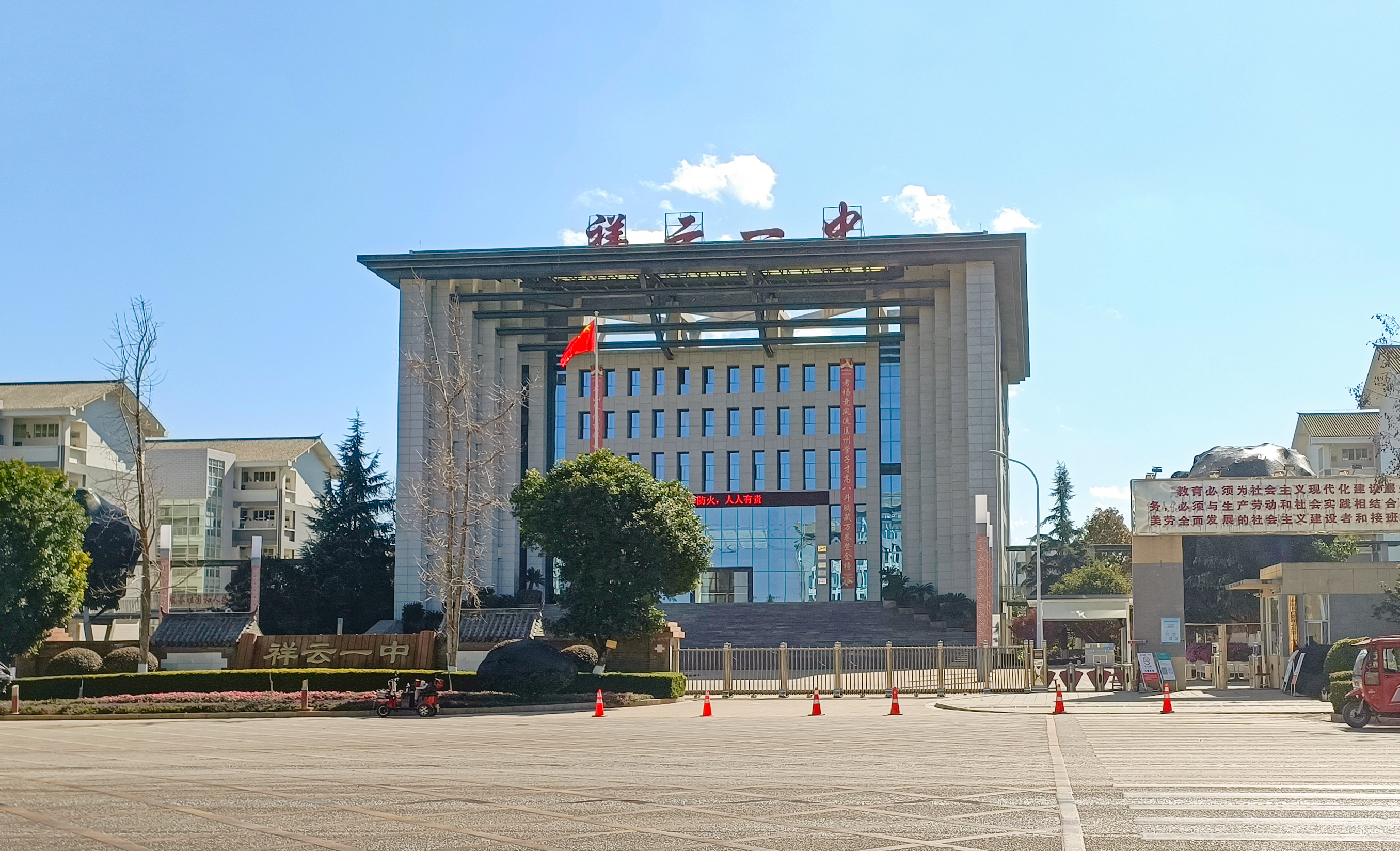
祥云县第一中学

祥云县教育事业发展较早，东汉元和二年（85年）即始建学校。明洪武十八年（1385年）建文庙，书院始于唐代，明清较为盛行，清光绪三十年（1904年）起开办新式学堂。云南县在明清两朝共出举人180名，进士13名（含武进士3名）。
截止2021年，祥云县有普通高中3所（祥云一中、祥云四中和祥华中学），在校生9,376人；职业高级中学1所，在校生2,017人；初级中学17所，在校生15,740人；小学152所，在校生24,565人；特殊教育学校1所，教师进修学校1所，另有青少年学生校外活动中心、祥云县少年儿童业余体育学校。小学入学率为100%，初中毛入学率为109.65%。
祥云县第一中学位于祥城镇，始于1934年8月创办的祥云县立初级中学，是云南省一级三等完全中学。2014年8月，祥云一中、祥云二中的高中部分合并后迁入新校区，祥云一中的初中部分使用原校址改办初级中学，称祥云一中初中部。祥云县第四中学位于下庄镇，前身是1945年创办的祥中分校，经历过多次停办、复办，是全省唯一一所地处乡镇的省一级二等高中。祥云县祥华中学位于祥城镇，是一所民办股份制完全高级中学，2008年9月建成开学，是云南省一级三等完全中学。

### 医疗卫生

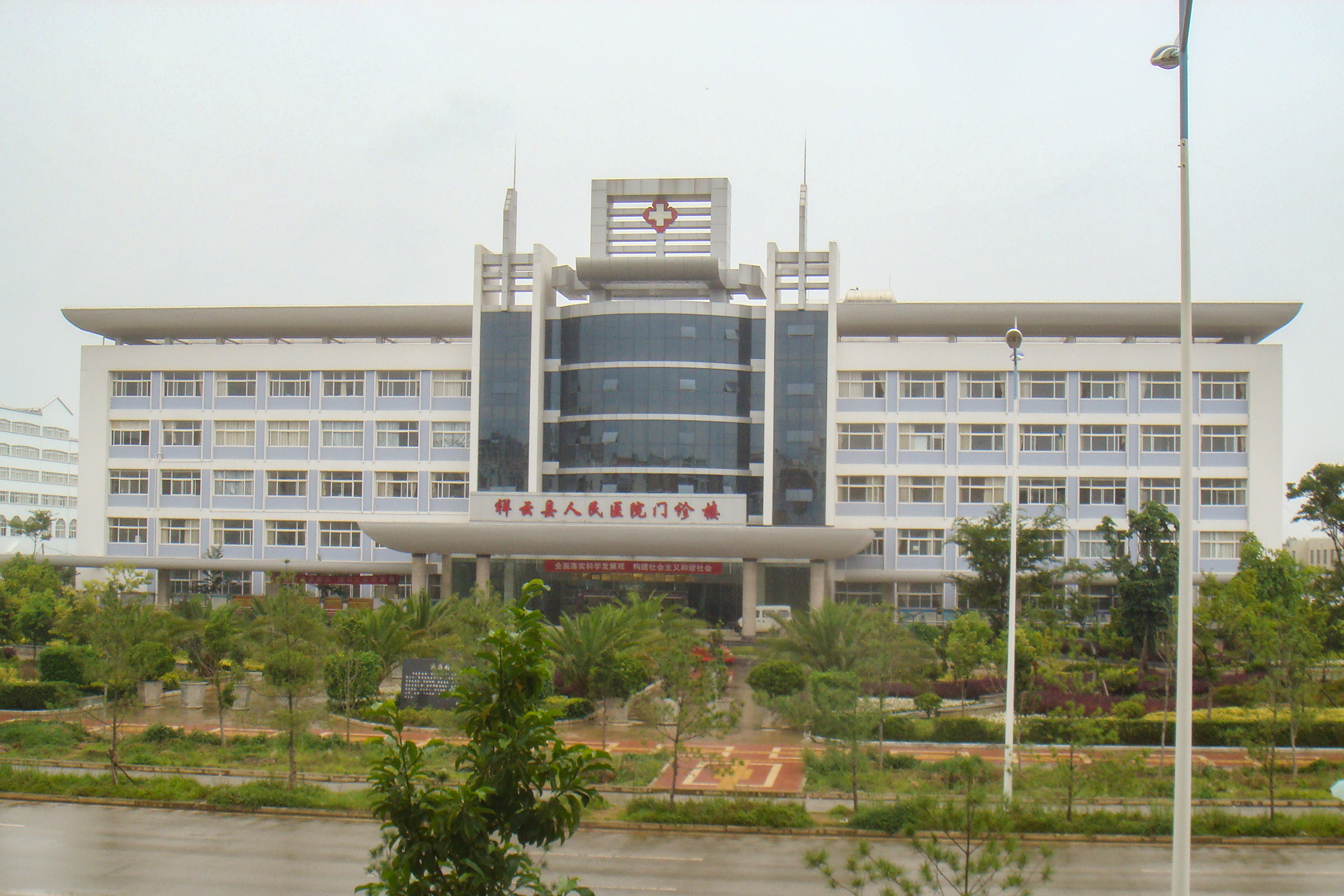
祥云县人民医院门诊楼

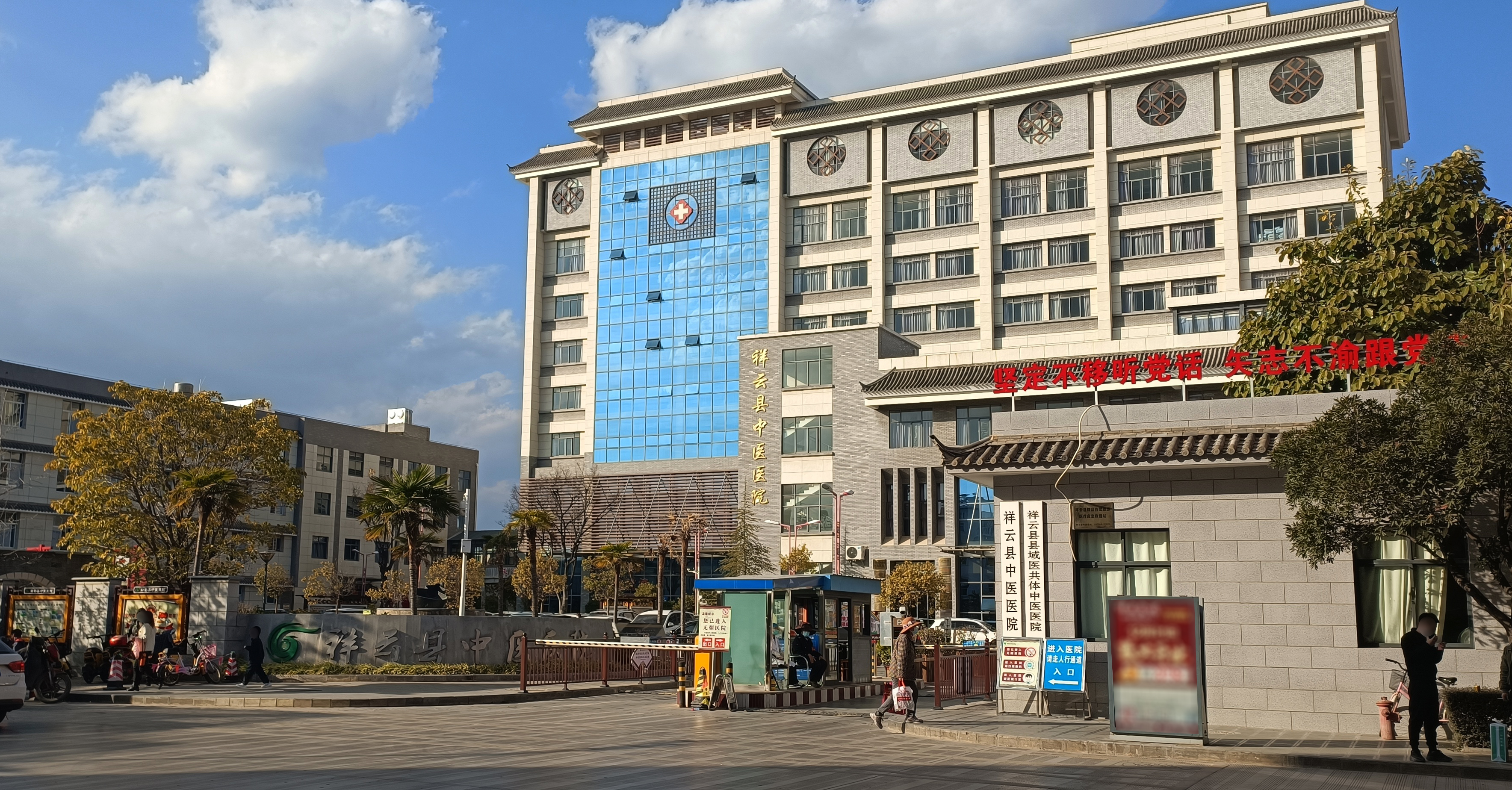
祥云县中医医院综合楼

截止2020年，祥云县共有医疗卫生机构208个，其中县级医疗卫生单位9个，乡镇卫生院11个，村卫生室139个，民营医院8个，个体诊所39个；全县卫生机构床位数2,099张；卫生技术人员2,893人。
祥云县人民医院为三级综合医院，始于1942年10月2日由私人合资创办的祥云县卫生院，解放后由人民政府接管。原位于西街，1984年迁至龙翔路（时称新大街），2003年迁至祥姚路，2018年7月建成东院区。祥云县中医医院为二级甲等中医医院，建于1986年6月，原位于西街，后迁入龙翔路县医院旧址，2015年新建门诊医技住院综合楼。

### 媒体
祥云县最早的报纸《新华消息》于1949年3月由滇西人民自卫团创办，9月改名为《人民通讯》，在部队和地下党组织内部发行，转载新华广播电台的新闻消息。1955年11月，中共祥云县委机关报《祥云小报》创刊，次年8月改称《祥云报》，1960年底停办。1996年之后先后发行过《祥云报》《大理日报·祥云版》《祥云宣传》。2007年4月，祥云县委新闻中心设立内刊编辑部，创办《祥云实讯》。2013年8月，编辑部从县委新闻中心划出，同年11月更名为《祥云时讯》。目前《祥云时讯》为祥云县唯一本地出版的报纸，纸质版仅向各大单位内部发行，通过微信公众号向群众提供服务。2019年4月，祥云县广播电视台、《祥云时讯》编辑部整合组建祥云县融媒体中心，为县委直属的事业单位。在云南省县级融媒体中，祥云县融媒体中心的综合传播力居全省前列。

### 公共场馆

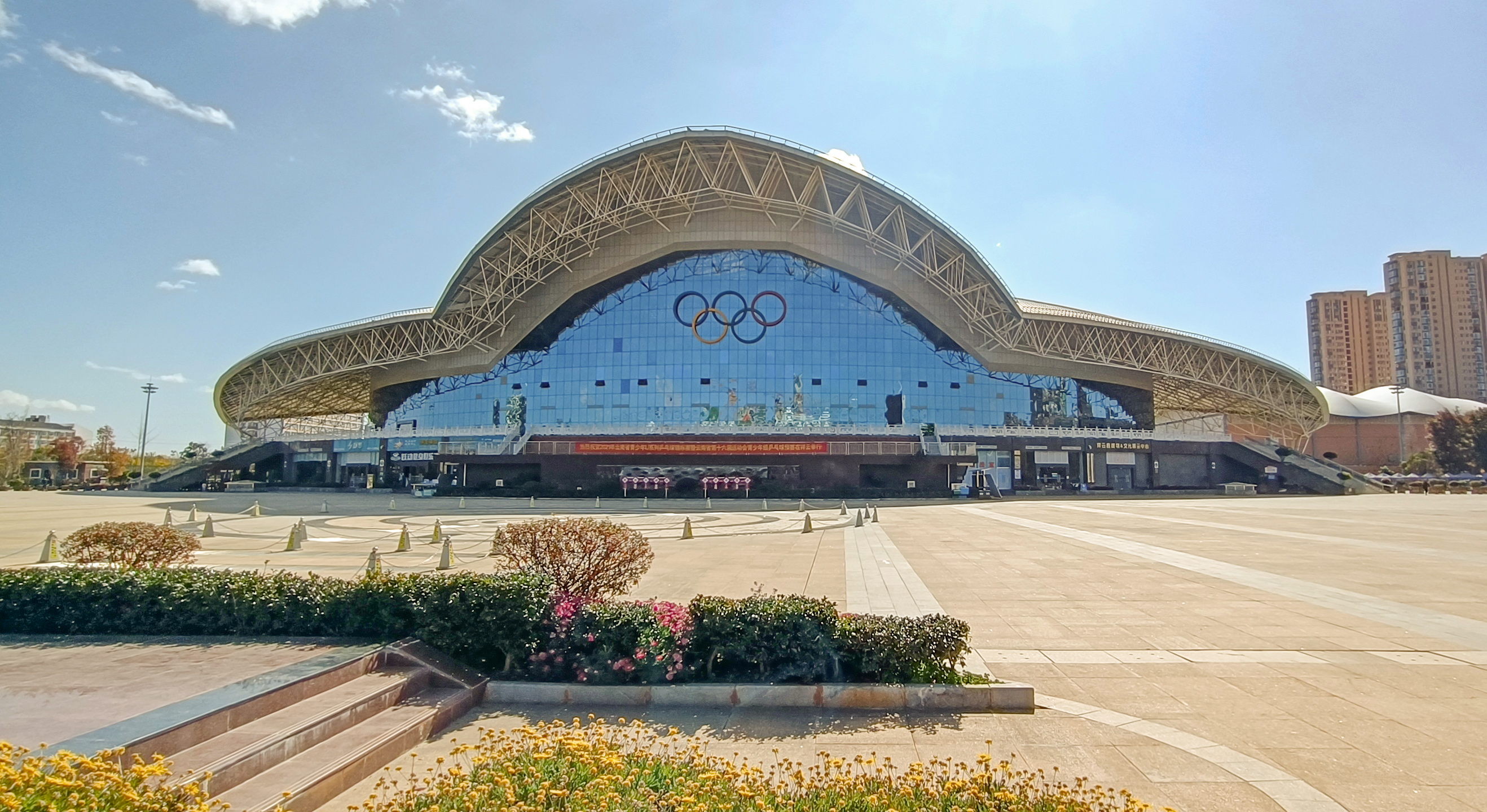
祥云县全民健身中心

1930年，民众图书馆在县城东街仓圣阁成立，内设图书室、阅报室，1934年改为民众教育馆，1947年裁撤。1951年，成立祥云县文化馆，内分设图书室、阅览室，次年开放。“文革”期间关停。1983年10月，在文化馆图书室的基础上成立祥云县图书馆。祥云县图书馆现为国家级三级图书馆，有1个总馆、10个分馆，2020年有藏书84,431册。祥云县文化馆为国家一级文化馆。
祥云县全民健身中心占地面积64,774.82平方米，总建筑面积35,513.49平方米，主体育馆设6,100余个座位，有竞赛、观演、教学、训练、健身、商展等功能。总投资2.41亿元，于2012年10月12日动工，2016年完工，加挂“祥云县少年儿童业余体育学校”牌子。

## 交通

### 古驿道
祥云县境内的古驿道有楚场古驿道、老虎关古驿道、梁王山驿道、祥弥驿道四段。楚场古驿道为灵关道的一部分，由大姚入境，经米甸至祥云县城，祥云境内长67公里，是西昌通往大理地区重要官道，道宽1至2米，多数路段铺砌石板，今部分路段改建为祥姚公路。老虎关古驿道，又称猫猫关古驿道，是五尺道的一部分，由姚安入境，经普淜进入弥渡，祥云境内长98公里，汉时建成，是昆明通往滇西的重要官道，道宽2米以上，多数路段路心铺砌条石，今部分路段改建为320国道。梁王山驿道从祥云县城往北进入宾川县，祥云境内长20公里，是祥云、宾川通丽江、剑川的主干驿道，今部分路段已改建公路。祥弥驿道从祥云县城南行，经弥渡，抵景东、思茅，祥云境内长15公里。自唐代起，祥云县境内设置了云南驿、波大驿、普淜驿等驿站，以及四关、八铺、三十哨。2013年，祥云县的5处古道遗址作为茶马古道的子项，列入全国重点文物保护单位。

### 公路

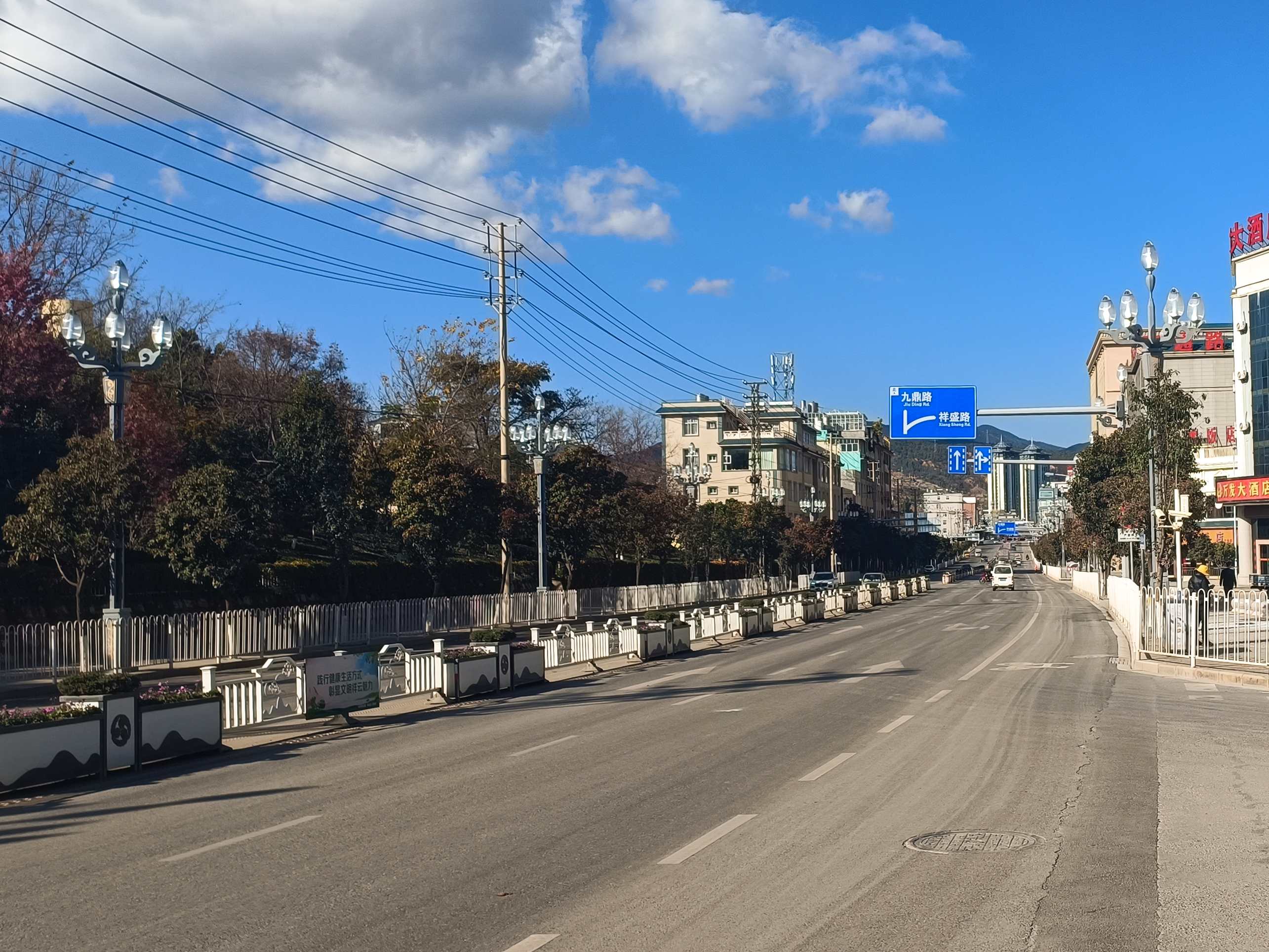
祥云大道（属于554国道）

截止2020年，祥云县公路总里程2,450.94公里，其中国道155公里、省道126.98公里、县道377.12公里、乡道921.78公里、专用道12.61公里、村道857.45公里。祥云县在2016年实现所有行政村通村公路硬化，2017年实现所有自然村通公路。
目前共有320国道、554国道2条国道和224省道、328省道2条省道经过祥云县。320国道在境内长70.2公里，原为滇缅公路；1928年开始修建昆明至下关公路，同年因军阀混战而停修，1932年复工，1934年祥云境内段土路建成；1937年10月成为滇缅公路的一部分，并铺筑弹石路面，之后逐年加宽完善，1975年铺就沥青路面，2015年11月至2017年进行提级改造工程。
1998年7月18日，楚大高速楚雄至祥云段提前试通车。2022年4月1日，新楚大高速建成通车。2017年12月20日，宾南高速开工建设，宾川至祥云浑水海立交段已通车，预计2023年3月全线建成通车。大攀高速、祥云至弥渡高速正在规划。

### 铁路

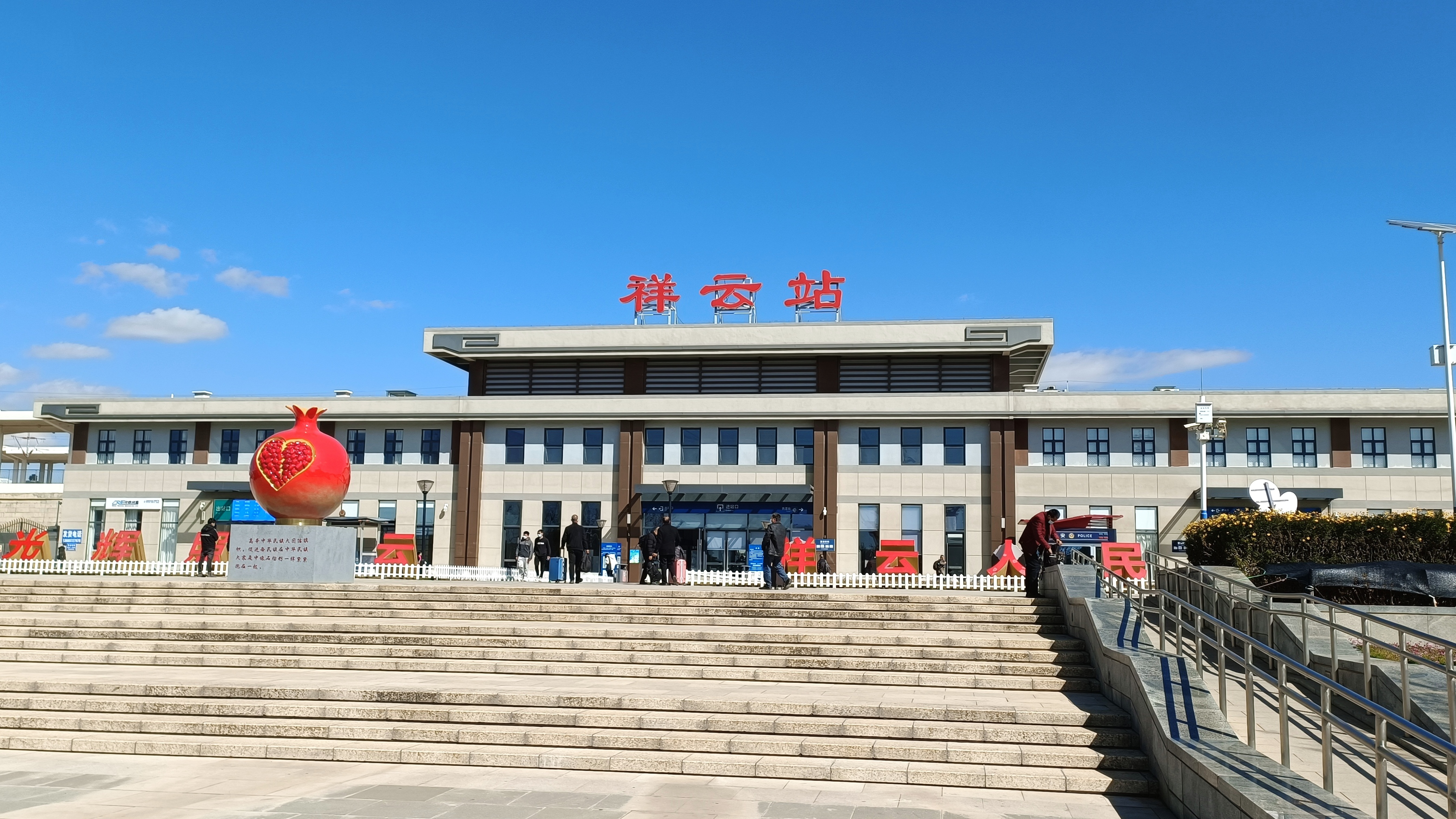
祥云站

截止2020年，祥云县铁路总里程149公里。
滇缅铁路祥云段起于大仓，止于王家山与弥渡交界处，全长70公里。1938年12月21日动工，经一年多的修建，已完成大部分路基和涵洞，但因国际局势变化，1940年10月15日停工。现大多路段已改建公路或开垦为农田，少数路段尚存路基痕迹。
1992年5月，广大铁路开工建设，1998年6月通车。广大铁路在祥云县境内长73公里，设长冲站、新哨站、沐滂站、天马站、祥云西站（原称祥云站）、栽秧箐站6个站。
2012年12月，昆楚大铁路楚大段开工建设，2018年4月2日全线贯通。昆楚大铁路在祥云县境内设祥云站和云南驿站，两站分别于2013年12月10日和2016年9月30日开工建设，并于2018年7月1日随着昆楚大铁路正式运营而投入使用。
祥云财富工业园区铁路专用线于2018年7月开工，2022年12月通车，从祥云西站引出，与广大铁路相接，正线全长9.505千米。

### 航空
云南驿机场建于1929年，开展商务活动，1937年被部队接管，成为军用机场，1938年至1941年由空军军官学校初技班使用，其后成为飞虎队的一处重要基地以及“驼峰航线”的中转站，是滇西抗日战场最重要的机场之一。1940年至1943年间曾遭日军多次轰炸。机场现大部分被开垦为农田，仅存一条主跑道、18个飞机掩体（俗称“机窝”）、2个军械库，已作为文物保护。1939年，在云南驿机场附近建有北屯机场，中华人民共和国成立后成为中国人民解放军的军用机场并被保留下来，1961年进行扩建。

## 城市建设

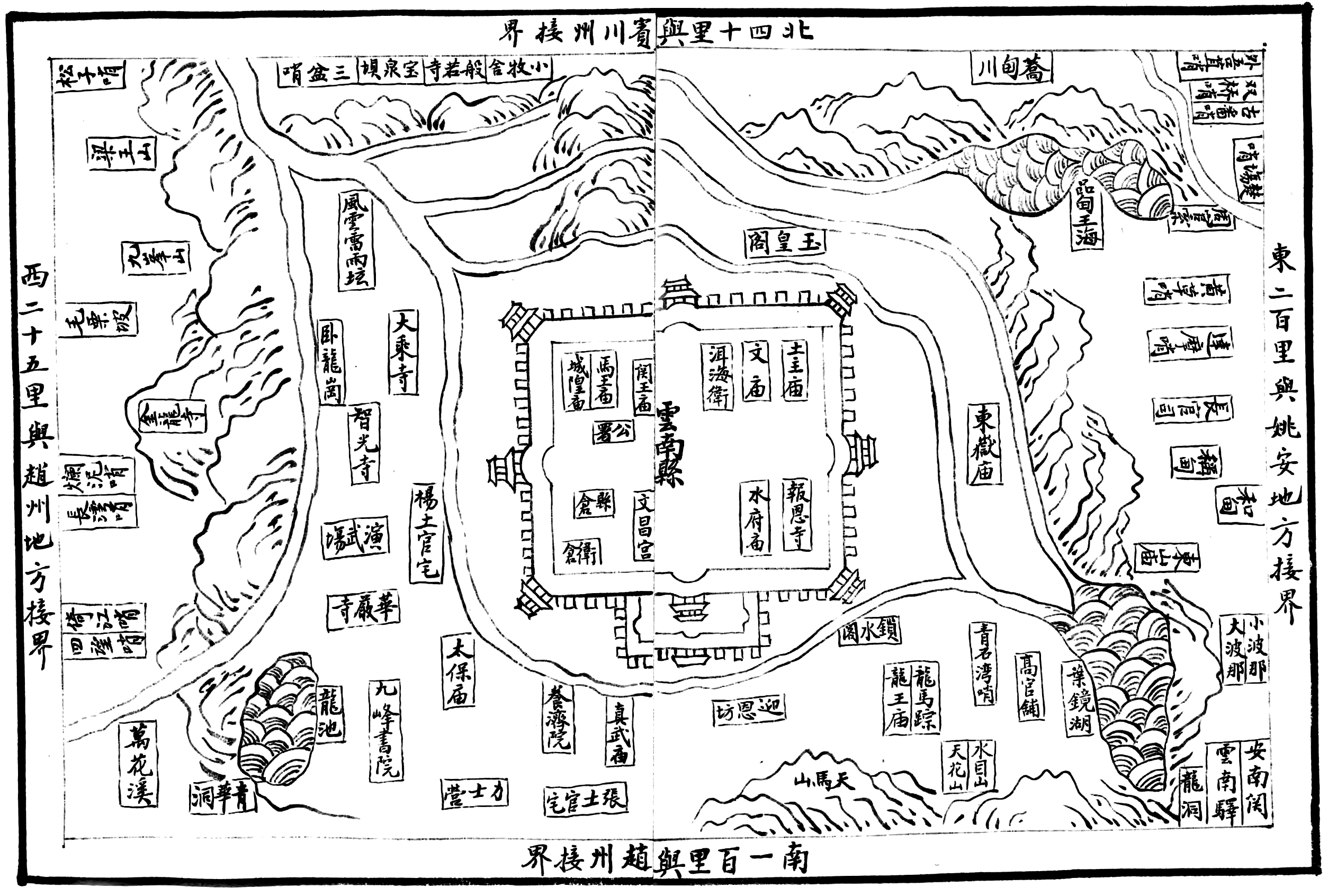
康熙《雲南縣志》中的疆域图

1387年修筑洱海卫城，边长四里三分，城墙高二丈三尺，底部石砌，上部垒砖，东南西北四面各开一门，城中街道均为土路。1932年，主街改建为石板路面。1974年，高压输电线架通，城区用电得到解决。1976年建成第一个自来水厂。1976年至1978年，除东城门外的城墙、城门被拆除，此后开始大规模扩建县城、改造街道。
截止2021年，祥云县县城建成区面积18.2平方千米，城镇化率49.14%。截止2020年，祥云县县城市政道路长度42.57千米，有道路照明灯6,900余盏；供水普及率94%；排水管道96.73千米，污水处理率69%；城市垃圾无害化处理率73%。祥云县是省级园林县城、省级卫生县城。

## 旅游
2021年，祥云县接待国内外游客316.54万人次，旅游总收入36.78亿元。截止2023年，祥云县共有A级景区4家，分别是祥云水目山文化旅游区（4A级）、王家庄景区（3A级）、清华古洞景区（3A级）、云南驿景区（2A级），青海湖是国家水利风景区，其他重要景区有祥云古城（洱海卫城）等。祥云县的旅游资源主要以“云南源”文化、二战文化、红色文化、佛教、民族民俗等为主题。开发不足、产业化水平低及景区经营情况不佳是祥云县旅游产业存在的问题。

## 著名人物
祥云县的著名人物有中共云南省委书记王德三以及中共早期党员、革命烈士王复生、王孝达，云南省人民政府副主席杨文清，中国科学院院士白以龙，解放军上将朱启等。

### 引注
1. ↑  国务院第七次全国人口普查领导小组办公室. . 北京市: 中国统计出版社. 2022-07. ISBN 978-7-5037-9772-9. Wikidata Q130368174 （中文）.
2. 1 2 3 4 5 6 7 8 9 10 11 12 13  大理州年鉴（2021年），第44页
3. ↑  李蓝. . 方言. 2009, (1): 79. CNKI FYZA200901015.
4. ↑  祥云县志（1996年），第763页
5. ↑  大理白族自治州志·卷七（2000年），第369页
6. 1 2 3 4  祥云县统计局. . 祥云县人民政府. 2022-03-10  [2022-08-19]. （原始内容存档于2022-07-08）.
7. 1 2  祥云县志（1996年），第95页
8. ↑  中国社会科学院民族研究所主编；赵衍荪，徐琳编著. . 成都: 四川民族出版社. 1996: 281. ISBN 7-5409-1743-1.
9. ↑  杨海青. . . 北京: 民族出版社. 2017: 482–488. ISBN 978-7-105-14739-7.
10. 1 2  云南地名探源（1988年），第8页
11. 1 2  方国瑜. . 北京: 中华书局. 1987: 87. ISBN 7-101-00125-4.
12. 1 2  王懿之. . 昆明: 云南人民出版社. 2013: 91. ISBN 978-7-222-08949-5.
13. ↑  . 祥云县人民政府. 2016-01-20  [2023-01-09]. （原始内容存档于2023-01-12）.
14. 1 2  . 云南网. 2022-03-02  [2023-01-05]. （原始内容存档于2023-01-04）.
15. 1 2  林超民. . . 昆明: 云南人民出版社. 2010: 308–309. ISBN 978-7-222-06312-9.
16. 1 2  云南省志·卷六十三·地名志（1997年），第21页
17. ↑  谭其骧; 王天良; 邹逸麟; 郑宝恒; 胡菊兴. . 复旦学报（社会科学版）. 1980, (S1): 128. CNKI FDDX1980S1015.
18. 1 2  云南地方沿革史（1990年），第3页
19. ↑  （明）倪辂 辑; （清）王崧 校理; （清）胡蔚 增订; 木芹 会证. . 昆明: 云南人民出版社. 1990: 12. ISBN 7-222-00541-2.
20. 1 2  云南地名探源（1988年），第80页
21. 1 2 3  中国行政区划通史·中华民国卷（2007年），第310页
22. ↑  云南地名探源（1988年），第79页
23. 1 2  云南省祥云县地名志（1987年），第292页
24. ↑  . . 昆明: 云南民族出版社. 2012: 28. ISBN 978-7-5367-5221-4.
25. ↑  . . 昆明: 云南民族出版社. 2012: 177-178. ISBN 978-7-5367-5221-4.
26. ↑  廖德广. . 昆明: 云南民族出版社. 2016: 96. ISBN 978-7-5367-7232-8.
27. ↑  戴均良等. . 上海: 上海辞书出版社. 2005: 2564. ISBN 7-5326-1743-2.
28. ↑  云南辞典（1993年），第108页
29. ↑  何超雄. . . 昆明: 云南民族出版社. 2003: 177. ISBN 7-5367-2546-9.
30. ↑  田怀清. . . 昆明: 云南民族出版社. 2009: 444–446. ISBN 978-7-5367-4479-0.
31. ↑  李晓岑. . 考古. 2010, (7): 87-92  [2023-01-12]. （原始内容存档于2022-07-27）.
32. ↑  李晓岑, 苏君川, 杨伟林.  (PDF). 大理学院学报. 2014, (13): 1-6  [2023-01-12]. （原始内容存档 (PDF)于2022-07-27）.
33. ↑  李晓岑, 贠雅丽, 李穆斌.  (PDF). 文物保护与考古科学. 2012, (24): 18-24  [2023-01-12]. （原始内容存档 (PDF)于2022-07-27）.
34. ↑  李树华. . 云南档案. 2020, (6): 22–29. doi:10.14074/j.cnki.yunnan.archives.2020.06.023. CNKI YNDA202006023.
35. ↑  尤中. . 北京: 民族出版社. 2005: 37–38. ISBN 7-105-06614-8.
36. 1 2 3  祥云县志（1996年），第45页
37. 1 2 3 4 5 6 7 8 9 10 11 12  祥云县志（1996年），第46页
38. ↑  中国行政区划通史·秦汉卷（2016年），第938页
39. ↑  中国行政区划通史·三国两晋南朝卷（2014年），第478页
40. ↑  中国行政区划通史·三国两晋南朝卷（2014年），第667页
41. 1 2  中国行政区划通史·三国两晋南朝卷（2014年），第878页
42. ↑  云南地方沿革史（1990年），第66-67,77页
43. ↑  复旦大学历史地理研究所《中国历史地名辞典》编委会编. . 南昌: 江西教育出版社. 1986: 84–85. CSBN 17424·7.
44. 1 2  江应梁主编. . 北京: 民族出版社. 1990: 204–205. ISBN 7-105-01156-4.
45. ↑  大理白族自治州志·卷一（1998年），第301页
46. 1 2  唐代姚州都督府（2014年），第197-198页
47. 1 2  大理白族自治州志·卷一（1998年），第302页
48. ↑  . 《中国大百科全书》第三版网络版.   [2023-01-03]. （原始内容存档于2023-01-03）.
49. ↑  唐代姚州都督府（2014年），第195-196页
50. 1 2  唐代姚州都督府（2014年），第198-199页
51. ↑  唐代姚州都督府（2014年），第199-120页
52. ↑  唐代姚州都督府（2014年），第213页
53. ↑  林超民. . 昆明: 云南大学出版社. 2016: 180. ISBN 978-7-5482-2204-0.
54. ↑  尤中. . 昆明: 云南大学出版社. 2015: 40. ISBN 978-7-5482-1860-9.
55. ↑  唐代姚州都督府（2014年），第63页
56. ↑  中华人民共和国地名词典·云南省（1994年），第354页
57. ↑  尤中. . . 上海: 上海人民出版社. 1988: 134–135. ISBN 7-208-00414-5.
58. ↑  大理白族自治州志·卷一（1998年），第304页
59. ↑  大理白族自治州志·卷一（1998年），第306页
60. 1 2  祥云年鉴（2012年），第43页
61. ↑  大理白族自治州志·卷一（1998年），第306-307页
62. ↑  大理白族自治州志·卷一（1998年），第307页
63. ↑  柯劭忞 著; 余大钧 标点. . 长春: 吉林人民出版社. : 1275. 宪宗七年，立品甸千户所。至元十一年，复为云南州。后降为县。
64. 1 2 3 4 5  大理白族自治州志·卷一（1998年），第308页
65. 1 2  云南辞典（1993年），第1页
66. 1 2  陆韧. . 中国边疆史地研究. 2005, (4): 68–76+148. CNKI ZGBJ200504007.
67. ↑  孙正容著. . 杭州: 浙江人民出版社. 1983: 371. CSBN 11103·65. （洪武十九年四月）17癸丑（5月26日），置云南洱海卫指挥使司，以赖镇为指挥佥事。
68. ↑  陆韧. . 云南社会科学. 1999, (6): 65–71+31. CNKI YSHX199906008.
69. ↑  光绪云南县志，卷三·建置志
70. ↑  大理白族自治州志·卷一（1998年），第24页
71. ↑  云南省宾川县志编纂委员会. . 昆明: 云南人民出版社. 1997: 68. ISBN 7-222-01910-3.
72. 1 2  梁初阳 点校. . 昆明: 云南美术出版社. 2020: 34–35. ISBN 978-7-5489-3543-8.
73. ↑  李春龙, 王珏点校. . 昆明: 云南人民出版社. 2007: 378. ISBN 7-222-04937-1.
74. ↑  大理白族自治州志·卷一（1998年），第309页
75. ↑  祥云县志（1996年），第617-618页
76. ↑  祥云县志（1996年），第618-619页
77. ↑  王天玺, 张鑫昌主编. . 昆明: 云南人民出版社. 2012: 348. ISBN 978-7-222-09224-2.
78. ↑  祥云县民族事务委员会编. . 昆明: 云南人民出版社. 1990: 187–192. ISBN 7-222-00651-6.
79. ↑  马曜编. . 昆明: 云南人民出版社. 1983: 210. CSBN 11116·75.
80. ↑  中国行政区划通史·中华民国卷（2007年），第303页
81. 1 2  大理白族自治州志·卷一（1998年），第310页
82. ↑  云南省志·卷一·地理志（1998年），第111页
83. ↑  云南省志·卷一·地理志（1998年），第110-111页
84. ↑  云南省志·卷一·地理志（1998年），第110,113页
85. ↑  中共大理州委党史征集研究室. . 昆明: 云南民族出版社. 1997: 44–45. ISBN 7-5367-1427-0.
86. ↑  祥云县志（1996年），第619-620页
87. ↑  中国共产党大理地方史·第一卷（2007年），第57-62页
88. 1 2  . 云南网. 2011-02-23  [2013-08-28]. （原始内容存档于2012-11-22） （中文（中国大陆））.
89. 1 2  . 新华网. 2015-07-02  [2022-01-10]. （原始内容存档于2022-01-09）.
90. 1 2 3  大理白族自治州交通志（1991年），第210页
91. ↑  陈心. . 大理文化. 2011, (4): 70-71.
92. ↑  杨美利. . 北京: 中国书店. 2013: 197–201. ISBN 978-7-5149-0786-5.
93. 1 2  祥云县志（1996年），第357页
94. ↑  祥云县志（1996年），第612页
95. ↑  程莹莹; 梁启萍. . 昆明: 云南人民出版社. 2016: 55–56. ISBN 978-7-222-14788-1.
96. ↑  中国共产党大理地方史·第一卷（2007年），第155-159页
97. ↑  中共祥云县解放战争时期革命斗争史略（1990年），第37-38页
98. ↑  中国共产党大理地方史·第一卷（2007年），第189页
99. ↑  大理白族自治州志·卷六（2000年），第239页
100. ↑  祥云县志（1996年），第624页
101. ↑  楚雄彝族自治州彝族辞典（1998年），第104页
102. ↑  祥云县志（1996年），第490页
103. ↑  中共祥云县解放战争时期革命斗争史略（1990年），第48-51页
104. ↑  大理白族自治州志·卷五（2000年），第78页
105. ↑  祥云县志（1996年），第629页
106. ↑  中国共产党大理地方史·第一卷（2007年），第67,257页
107. ↑  楚雄彝族自治州彝族辞典（1998年），第96页
108. ↑  大理白族自治州志·卷五（2000年），第206页
109. ↑  云南省志·卷五十二·民政志（1996年），第103页
110. ↑  云南省志·卷一·地理志（1998年），第118页
111. ↑  祥云县志（1996年），第47页
112. ↑  祥云县志（1996年），第189页
113. ↑  祥云县志（1996年），第26页
114. ↑  祥云县志（1996年），第347页
115. ↑  中国共产党祥云县历史大事记（1950-2002）（2004年），第42-43,53页
116. ↑  中国共产党祥云县历史大事记（1950-2002）（2004年），第191页
117. ↑  祥云县志（1996年），第27页
118. ↑  祥云县志（1996年），第353, 471页
119. ↑  祥云县志（1996年），第288页
120. ↑  祥云县水利志（1999年），第186-187页
121. ↑  祥云文史资料·第九辑（2006年），第9-10页
122. ↑  祥云县志（1996年），第266页
123. ↑  中国共产党祥云县历史大事记（1950-2002）（2004年），第84页
124. 1 2  中国共产党祥云县历史大事记（1950-2002）（2004年），第85页
125. ↑  中国共产党祥云县历史大事记（1950-2002）（2004年），第87页
126. ↑  中国共产党祥云县历史大事记（1950-2002）（2004年），第89页
127. ↑  祥云县志（1996年），第525页
128. ↑  中国共产党祥云县历史大事记（1950-2002）（2004年），第190-191页
129. ↑  . 新华社. 2011-12-01  [2019-09-09]. （原始内容存档于2019-02-20）.
130. ↑  国务院扶贫办. . 国务院扶贫开发领导小组. 2012-06-14  [2022-01-07]. （原始内容存档于2022-01-28）.
131. 1 2  . 中国日报网. 2019-09-18  [2022-08-26]. （原始内容存档于2022-08-26）.
132. ↑  李旭晨. . 中国县域经济报. 2019-04-03  [2022-01-07]. （原始内容存档于2022-01-07）.
133. ↑  产业扶贫领导小组办公室. . 云南省农业农村厅. 2018-08-26  [2022-01-07]. （原始内容存档于2022-05-31）.
134. ↑  .   [2023-01-12]. （原始内容存档于2022-08-26）.
135. ↑  . 云南省人民政府门户网站. 2018-09-30  [2022-07-28]. （原始内容存档于2022-01-28）.
136. ↑  胡晓蓉. . 云南日报. 2018-10-01  [2019-09-09]. （原始内容存档于2021-07-10）.
137. ↑  . 祥云县人民政府. 2020-11-19  [2022-08-26]. （原始内容存档于2022-08-26）.
138. ↑  王俊. . 澎湃新闻. 2021-05-25  [2022-07-28]. （原始内容存档于2022-07-28）.
139. ↑  王俊. . 澎湃新闻. 2019-09-06  [2022-07-28]. （原始内容存档于2022-09-03）.
140. 1 2 3 4  祥云年鉴（2019年），第65页
141. 1 2 3 4  . 祥云县人民政府. 2022-05-24  [2022-07-18]. （原始内容存档于2022-07-17）.
142. 1 2 3 4  祥云年鉴（2021年），第76页
143. ↑  中华人民共和国公安部，民政部编. . 北京: 中国地图出版社. 2018: 158. ISBN 978-7-5204-0423-5.
144. 1 2  祥云年鉴（2010年），第48页
145. ↑  祥云县志（1996年），第82-84页
146. ↑  祥云县志（1996年），第84-85页
147. ↑  祥云县志（1996年），第83页
148. ↑  大理白族自治州志（1978－2005）·卷一（2018年），第117页
149. ↑  祥云县志（1996年），第75页
150. ↑  祥云县志（1996年），第78页
151. ↑  祥云县志（1996年），第100-103页
152. ↑  祥云县志（1996年），第94页
153. ↑  祥云县水利志（2009年），第48页
154. ↑  祥云县水利志（2009年），第64页
155. ↑  郑义. . 中国县域经济报. 2021-11-09  [2022-08-26]. （原始内容存档于2022-08-31）.
156. 1 2  祥云县水利志（2009年），第60页
157. ↑  祥云县水利志（2009年），第61页
158. ↑  祥云县志（1996年），第85页
159. 1 2  大理白族自治州志·卷一（1998年），第347页
160. 1 2  祥云县志（1996年），第87页
161. 1 2 3 4 5  祥云县气象局. . 祥云县人民政府. 2022-04-24  [2022-07-28]. （原始内容存档于2023-01-07）.
162. ↑  祥云年鉴（2018年），第79页
163. ↑  祥云县志（1996年），第93页
164. 1 2  祥云年鉴（2012年），第44页
165. 1 2 3  祥云县志（1996年），第92页
166. ↑  . 中央气象台.   [2023-01-08]. （原始内容存档于2022-11-25）.
167. 1 2  中华人民共和国政区大典·云南省卷（2016年），第2362页
168. ↑  云南省县域经济发展协调小组办公室编. . 昆明: 云南民族出版社. 2008: 295. ISBN 978-7-5367-4315-1.
169. ↑  . 中国县域经济报. 2022-11-25  [2023-01-02]. （原始内容存档于2023-01-02）.
170. ↑  祥云县林业和草原局. . 祥云县人民政府. 2022-01-28  [2022-08-27]. （原始内容存档于2022-07-09）.
171. ↑  祥云县志（1996年），第107-108页
172. ↑  . 祥云县人民政府. 2022-05-24  [2022-07-18]. （原始内容存档于2022-07-17）.
173. ↑  祥云县志（1996年），第108-109页
174. ↑  中华人民共和国政区大典·云南省卷（2016年），第2362-2363页
175. ↑  李晓琳; 李思雨. . 中国新闻网. 2013-03-14  [2022-09-08]. （原始内容存档于2022-09-07）.
176. ↑  中国水利报. . 中华人民共和国水利部. 2010-03-27  [2022-01-09]. （原始内容存档于2022-05-30）.
177. ↑  . 云南网. 2012-04-04  [2022-08-31]. （原始内容存档于2022-08-31）.
178. 1 2  祥云年鉴（2010年），第50-51页
179. ↑  . 祥云县人民政府. 2021-05-14  [2022-05-13]. （原始内容存档于2022-05-13）.
180. ↑  祥云县委组织部. . 红色祥云. 2022-01-18  [2022-07-30]. （原始内容存档于2022-07-29）.
181. ↑  . 祥云时讯. 2021-06-29  [2022-05-13]. （原始内容存档于2022-07-29）.
182. ↑  . 祥云时讯. 2022-01-17  [2022-05-14]. （原始内容存档于2022-07-29）.
183. ↑  . 中国·国家地名信息库.
184. ↑  中华人民共和国民政部. . 北京: 中国社会出版社. 2019: 377. ISBN 978-7-5087-6161-9.
185. ↑  祥云年鉴（2019年），第297-321页
186. 1 2  . 祥云时讯. 2021-07-02  [2022-01-07]. （原始内容存档于2022-06-15）.
187. ↑  . 祥云时讯. 2022-05-11  [2022-06-20]. （原始内容存档于2022-07-29）.
188. ↑  中华人民共和国政区大典·云南省卷（2016年），第2365-2379页
189. 1 2  大理白族自治州志·卷一（1998年），第323页
190. 1 2 3  祥云县志（1996年），第48页
191. ↑  祥云县志（1996年），第49-51页
192. 1 2  中国共产党祥云县历史大事记（1950-2002）（2004年），第402页
193. ↑  中华人民共和国政区大典·云南省卷（2016年），第2366页
194. ↑  中国共产党祥云县历史大事记（1950-2002）（2004年），第413页
195. ↑  中华人民共和国政区大典·云南省卷（2016年），第2374页
196. ↑  中华人民共和国政区大典·云南省卷（2016年），第2375页
197. 1 2  中国共产党祥云县历史大事记（1950-2002）（2004年），第428页
198. ↑  中华人民共和国政区大典·云南省卷（2016年），第2368页
199. ↑  云南统计年鉴（2021年），第456页
200. ↑  云南统计年鉴（2021年），第458页
201. ↑  云南统计年鉴（2021年），第497页
202. ↑  云南统计年鉴（2021年），第475页
203. ↑  云南统计年鉴（2021年），第481页
204. ↑  云南统计年鉴（2021年），第483页
205. ↑  云南统计年鉴（2021年），第487页
206. ↑  云南统计年鉴（2021年），第489页
207. ↑  . 大理白族自治州人民政府. 2021-03-18  [2023-01-12]. （原始内容存档于2022-08-26）.
208. ↑  . 中国日报网. 2022-05-27  [2023-01-08]. （原始内容存档于2023-01-08）.
209. ↑  云南省统计局. . 云南省人民政府. 2022-03-28  [2022-09-08]. （原始内容存档于2022-09-07）.
210. ↑  . 国家统计局. 2022-02-28  [2022-09-08]. （原始内容存档于2022-09-22）.
211. ↑  . 云南网. 2019-01-14  [2023-01-06]. （原始内容存档于2023-01-06）.
212. ↑  . 中国县域经济报. 2016-08-25  [2022-08-31]. （原始内容存档于2022-08-31）.
213. ↑  . 云南日报. 2012-08-22  [2022-09-08]. （原始内容存档于2022-09-08）.
214. ↑  . 祥云时讯. 2022-06-22  [2022-08-31]. （原始内容存档于2022-08-31）.
215. 1 2 3  祥云县统计局. . 祥云县人民政府. 2021-04-30  [2022-08-26]. （原始内容存档于2022-08-26）.
216. ↑  中华人民共和国政区大典·云南省卷（2016年），第2363页
217. ↑  祥云县志（1996年），第245页
218. ↑  . 云南科技管理. 2005, (2): 52–53. CNKI TNKJ20050200G.
219. ↑  . 祥云时讯. 2021-04-13  [2022-09-08]. （原始内容存档于2022-09-08）.
220. ↑  . 云南网. 2020-12-25  [2022-08-31]. （原始内容存档于2022-08-31）.
221. 1 2  . 人民网. 2020-10-12  [2023-01-07]. （原始内容存档于2023-01-07）.
222. ↑  云南统计年鉴（2021年），第509, 511页
223. ↑  云南统计年鉴（2021年），第518-519页
224. ↑  祥云年鉴（2021年），第296-297页
225. ↑  大理州年鉴（2021年），第46页
226. ↑  祥云年鉴（2021年），第296页
227. ↑  祥云财富工业园区管委会. . 祥云县人民政府. 2021-11-04  [2022-08-26]. （原始内容存档于2022-08-26）.
228. ↑  . 开屏新闻. 2022-08-05  [2023-01-06]. （原始内容存档于2023-01-06）.
229. ↑  . 祥云时讯. 2019-09-18  [2022-08-26]. （原始内容存档于2022-08-26）.
230. ↑  祥云年鉴（2021年），第301页
231. ↑  . 人民网. 2022-10-09  [2023-01-08]. （原始内容存档于2023-01-12）.
232. ↑  大理广播电视台. . 云南网. 2022-11-23  [2023-01-08]. （原始内容存档于2023-01-12）.
233. 1 2  . 央视新闻客户端. 2022-12-30  [2022-12-30]. （原始内容存档于2022-12-30） –环球网.
234. ↑  . 人民网. 2022-08-30  [2023-01-07]. （原始内容存档于2023-01-07）.
235. ↑  陈应国. . 大理日报. 2020-09-03  [2022-08-31]. （原始内容存档于2022-08-31）.
236. ↑  陈应国. . 大理日报. 2022-04-28  [2022-08-31]. （原始内容存档于2022-08-31）.
237. ↑  祥云年鉴（2021年），第77页
238. ↑  . 大理日报. 2021-12-15  [2023-01-08]. （原始内容存档于2023-01-08）.
239. ↑  . 中国银行保险监督管理委员会. 2022-08-03  [2023-01-08]. （原始内容存档于2023-01-12） （中文（中国大陆））.
240. ↑  . 大理日报. 2016-04-27  [2023-01-08]. （原始内容存档于2023-01-08）.
241. 1 2  《祥云县金融志》编纂领导组办公室. . 昆明: 云南人民出版社. 2013: 41. ISBN 978-7-222-11359-6.
242. ↑  . 大理日报. 2016-12-22  [2023-01-08]. （原始内容存档于2023-01-08）.
243. ↑  . 人民网. 2020-10-05  [2023-01-08]. （原始内容存档于2023-01-08）.
244. ↑  . 云南省人民政府门户网站. 2019-10-30  [2023-01-08]. （原始内容存档于2023-01-08）.
245. ↑  . 云南网. 2022-03-30  [2023-01-08]. （原始内容存档于2022-04-02）.
246. ↑  . 大理日报. 2020-09-22  [2023-01-08]. （原始内容存档于2023-01-08）.
247. ↑  . 大理日报. 2020-08-11  [2023-01-08]. （原始内容存档于2023-01-08）.
248. ↑  . 大理日报. 2022-06-01  [2023-01-08]. （原始内容存档于2023-01-08）.
249. ↑  祥云年鉴（2019年）
250. ↑  祥云县人口志（2002年）
251. ↑  云南省人口普查办公室编. . 昆明: 云南科技出版社. 2002: 19. ISBN 7-5416-1765-2.
252. ↑  云南省人口普查办公室，云南省统计局编. . 北京: 中国统计出版社. 2012: 6. ISBN 978-7-5037-6548-3.
253. ↑  祥云县志（1996年），第117页
254. ↑  祥云县人口志（2002年），第33-34页
255. ↑  祥云县人口志（2002年），第34-35页
256. ↑  国务院第七次全国人口普查领导小组办公室. . 北京: 中国统计出版社. 2022. ISBN 978-7-5037-9772-9.
257. ↑  祥云县志（1996年），第131页
258. ↑  祥云县民族宗教志（2007年），第12-13页
259. ↑  祥云县民族宗教事务局编. . 昆明: 云南民族出版社. 2007. ISBN 978-7-5367-3990-1.
260. ↑  祥云年鉴（2021年），第416页
261. ↑  祥云县志（1996年），第136-137页
262. ↑  祥云县民族宗教志（2007年），第52-53页
263. ↑  祥云县志（1996年），第138-139页
264. ↑  祥云县民族宗教志（2007年），第74-75页
265. ↑  祥云县志（1996年），第142-146页
266. ↑  祥云县民族宗教志（2007年），第113页
267. ↑  祥云年鉴（2019年），第286页
268. ↑  祥云年鉴（2021年），第126页
269. ↑  祥云县志（1996年），第153-155页
270. ↑  祥云县民族宗教志（2007年），第136页
271. ↑  周云.  (硕士论文). 大理大学. 2018.
272. ↑  祥云县民族宗教志（2007年），第155-156页
273. ↑  尚榆民, 和生弟主编. . 昆明: 云南民族出版社. 2015: 273–275. ISBN 978-7-5367-6753-9.
274. ↑  祥云文物（2018年），第3-4页
275. ↑  薛琳主编. . 昆明: 云南人民出版社. 1999: 62–63. ISBN 7-222-02726-2.
276. ↑  祥云县民族宗教志（2007年），第141-142页
277. ↑  祥云县志（1996年），第156-157页
278. ↑  祥云县志（1996年），第157页
279. ↑  祥云县志（1996年），第158页
280. 1 2  祥云县民族宗教志（2007年），第19页
281. ↑  . 《中国大百科全书》第三版网络版.   [2023-01-07]. （原始内容存档于2023-01-07）.
282. ↑  . 中新网. 2017-03-12  [2023-01-07]. （原始内容存档于2023-01-07）.
283. ↑  . 《中国大百科全书》第三版网络版.   [2023-01-07]. （原始内容存档于2023-01-07）.
284. ↑  . 云南网. 2021-07-19  [2023-01-07]. （原始内容存档于2023-01-07）.
285. 1 2 3  大理州年鉴（2021年），第49页
286. ↑  . 大理州人民政府门户网站. 2023-10-23  [2023-10-26]. （原始内容存档于2023-10-26）.
287. ↑  大理州文化体育局 编; 王峥嵘 主编. . 昆明: 云南民族出版社. 2016: 375–387. ISBN 978-7-5367-7247-2.
288. ↑  . 大理日报. 2019-11-06  [2023-01-08]. （原始内容存档于2023-01-08）.
289. ↑  . 文旅头条. 2019-12-04  [2022-12-04]. （原始内容存档于2023-01-07）.
290. ↑  郭惠青, 李公主编. . 北京: 民族出版社. 2007: 237. ISBN 978-7-105-07425-9.
291. ↑  祥云县志（1996年），第708-709页
292. ↑  云南辞典（1993年），第547页
293. ↑  祥云文史资料·第一辑（1991年），第21页
294. ↑  祥云县志（1996年），第7页
295. 1 2  祥云县志（1996年），第647页
296. ↑  大理州年鉴（2021年），第48页
297. ↑  马有良. . 南宁: 广西民族出版社. 1997: 929. ISBN 7-5363-3242-4.
298. ↑  . 云南网. 2019-09-17  [2022-05-02]. （原始内容存档于2019-09-23）.
299. ↑  祥云年鉴（2019年），第248-249页
300. 1 2  祥云县教体局. . 祥云县人民政府. 2019-12-15  [2022-02-18]. （原始内容存档于2022-07-10）.
301. ↑  大理州年鉴（2008年），第350页
302. ↑  祥云年鉴（2012年），第304-305页
303. 1 2  祥云县志（1996年），第732页
304. ↑  祥云县人民医院. . 2016-04-08  [2022-01-08]. （原始内容存档于2022-07-29）.
305. ↑  祥云县人民医院. . 2018-07-09  [2022-01-08]. （原始内容存档于2022-07-29）.
306. ↑  祥云县中医医院. . 2016-04-14  [2022-05-22]. （原始内容存档于2022-06-04）.
307. ↑  祥云县志（1996年），第703页
308. ↑  大理白族自治州志·卷七（2000年），第332页
309. 1 2 3  张洁. . 新媒体研究. 2017, (3). doi:10.16604/j.cnki.issn2096-0360.2017.02.043.
310. ↑  大理州年鉴（1997年），第265页
311. ↑  . 祥云时讯. 2016-07-04  [2022-01-08]. （原始内容存档于2022-07-29）.
312. ↑  杨建琼. . 新媒体研究. 2019, (5). doi:10.16604/j.cnki.issn2096-0360.2019.02.036.
313. ↑  赵婧; 林进桃. . 文化与传播. 2022, 11 (3): 41–46. CNKI WNCB202203008.
314. ↑  祥云年鉴（2019年），第255页
315. ↑  . 大理日报. 2022-10-08  [2023-01-06]. （原始内容存档于2023-01-06）.
316. ↑  . 大理日报. 2020-10-01  [2023-01-06]. （原始内容存档于2023-01-06）.
317. ↑  孙进舟主编; 中国艺术馆筹备处,北京华人经济技术研究所编辑. . 北京: 知识产权出版社. 1999: 1538. ISBN 7-80011-401-5.
318. ↑  大理白族自治州图书馆. . 昆明: 云南教育出版社. 1992: 58–60. ISBN 7-5415-0347-8.
319. ↑  祥云县志（1996年），第700-701页
320. 1 2  罗丹. . 大理日报. 2020-03-18  [2023-01-07]. （原始内容存档于2023-01-07）.
321. 1 2  祥云年鉴（2017年），第414页
322. ↑  . 大理日报. 2015-10-28  [2023-01-06]. （原始内容存档于2023-01-06）.
323. ↑  李志刚; 杨振东. . 大理日报. 2017-10-11  [2023-01-06]. （原始内容存档于2023-01-06）.
324. ↑  杨彥; 陈应国. . 大理日报. 2016-05-24  [2023-01-07]. （原始内容存档于2023-01-06）.
325. 1 2  祥云年鉴（2019年），第70页
326. 1 2 3  祥云文物（2018年），第41页
327. 1 2 3 4  祥云县志（1996年），第355-356页
328. 1 2  尚榆民,和生弟主编. . 昆明: 云南民族出版社. 2015: 67–68. ISBN 978-7-5367-6753-9.
329. 1 2  祥云县交通志（2002年），第32-34页
330. ↑  祥云文史资料·第三辑（1993年），第193页
331. ↑  . 2014-11-24  [2022-07-06]. （原始内容存档于2022-07-16）.
332. ↑  . 云南网. 2017-01-03  [2023-01-06]. （原始内容存档于2017-01-04）.
333. ↑  . 云南网. 2020-06-23  [2023-01-06]. （原始内容存档于2023-01-06）.
334. ↑  . 大理日报. 2021-11-09  [2022-08-30]. （原始内容存档于2022-08-30）.
335. ↑  . 云南网. 2022-07-07  [2023-01-06]. （原始内容存档于2023-01-06）.
336. ↑  . 祥云时讯. 2022-10-17  [2023-01-06]. （原始内容存档于2023-01-06）.
337. ↑  祥云县交通志（2002年），第41-42页
338. ↑  祥云年鉴（2017年），第316页
339. ↑  朱晓彤. . 祥云时讯. 2017-01-19  [2023-01-06]. （原始内容存档于2023-01-06）.
340. ↑  . 大理州人民政府门户网站. 2021-07-14  [2023-01-07]. （原始内容存档于2023-01-07）.
341. ↑  . 中国交通新闻网. 2022-03-25  [2022-01-06]. （原始内容存档于2023-01-06）.
342. ↑  . 大理日报. 2017-12-21  [2022-08-30]. （原始内容存档于2022-08-30）.
343. ↑  . 云南日报. 2022-03-31  [2022-08-30]. （原始内容存档于2022-08-30）.
344. ↑  918云南交通之声（云南广播电视台）. . 新浪网. 2022-12-30  [2023-01-06]. （原始内容存档于2023-01-12）.
345. ↑  . 祥云县人民政府. 2021-08-11  [2023-01-12]. （原始内容存档于2023-01-12）.
346. ↑  . 大理日报. 2023-01-10  [2023-01-12]. （原始内容存档于2023-01-12）. 大攀高速祥云段前期工作基本完成
347. ↑  . 祥云县人民政府. 2022-08-12  [2022-08-30]. （原始内容存档于2023-01-12）.
348. ↑  祥云县交通志（2002年），第58页
349. ↑  . 祥云县人民政府. 2012-05-17  [2023-01-11]. （原始内容存档于2023-01-11）.
350. ↑  . 大理州人民政府门户网站. 2021-07-14  [2023-01-07]. （原始内容存档于2023-01-07）.
351. ↑  中国人民政治协商会议四川省川西南片区文史资料工作协作会编. . 成都: 四川辞书出版社. 1994: 293. ISBN 7-80543-382-8.
352. ↑  孙本祥主编. . 北京: 中国铁道出版社. 2003: 551. ISBN 7-113-03941-3.
353. ↑  . 中新网. 2012-12-10  [2025-03-14]. （原始内容存档于2012-12-13）.
354. ↑  . 人民日报. 2018-04-03  [2025-03-14]. （原始内容存档于2020-07-10）.
355. ↑  冷韵. . 中华铁道网. 2014-04-26  [2021-12-02].[]
356. ↑  . 人民铁道网. 2018-06-26  [2022-01-08].
357. ↑  . 大理日报. 2018-06-29  [2023-01-06]. （原始内容存档于2023-01-06）.
358. ↑  詹晶晶 李亚喜 王军. . 新华网. 2018-07-03  [2022-01-08]. （原始内容存档于2022-07-10）.
359. ↑  . 大理日报. 2022-07-11  [2022-12-07]. （原始内容存档于2022-11-12）.
360. 1 2  . 大理日报. 2019-04-17  [2023-01-08]. （原始内容存档于2023-01-08）.
361. ↑  缪超. . 中国新闻网. 2015-08-25  [2022-01-10]. （原始内容存档于2018-07-07） –参考消息网.
362. 1 2  祥云县志（1996年），第615页
363. ↑  李树华. . 云南档案. 2017, (7): 40–45. doi:10.14074/j.cnki.yunnan.archives.2017.07.019.
364. ↑  刘潺. . 新华网. 2015-07-01  [2018-07-28]. （原始内容存档于2023-01-08） –搜狐.
365. ↑  寸云激主编. . 北京: 民族出版社. 2012: 254. ISBN 978-7-105-11969-1.
366. ↑  吴晓亮著. . 昆明: 云南大学出版社. 2004: 209–211. ISBN 7-81068-719-0.
367. 1 2 3  祥云县志（1996年），第387页
368. ↑  祥云县志（1996年），第392页
369. ↑  祥云县志（1996年），第391页
370. ↑  . 云南网. 2021-10-28  [2023-01-07]. （原始内容存档于2023-01-07）.
371. ↑  郑义. . 中国县域经济报. 2020-07-21  [2023-01-07]. （原始内容存档于2023-01-07）.
372. ↑  . 云南省人民政府门户网站. 2017-01-25  [2023-01-07]. （原始内容存档于2023-01-07）.
373. 1 2  . 云南省文化和旅游厅. 2023-02-15  [2023-04-27]. （原始内容存档于2023-05-01）.
374. 1 2  大理白族自治州文化和旅游局. . 大理州人民政府门户网站. 2023-04-26  [2023-04-27]. （原始内容存档于2023-04-27）.
375. ↑  . 中华人民共和国水利部公报. 2013, (4): 10–11. CNKI ASLB201304003.
376. ↑  祥云年鉴（2021年），第541页
377. ↑  祥云年鉴（2018年），第589-592页
378. ↑  . 中国科学院力学研究所.   [2023-01-08]. （原始内容存档于2023-01-08）.
379. ↑  祥云县志（1996年），第801-806页

### 书目
- 云南省祥云县志编纂委员会. . 北京: 中华书局. 1996. ISBN 7-101-01548-4.
- 祥云县水利水电局. . 昆明: 云南民族出版社. 1999. ISBN 7-5367-1727-X.
- 《祥云县水利志》编纂委员会. . 昆明: 云南民族出版社. 2009. ISBN 978-7-222-06308-2.
- 祥云县计划生育局. . 内部发行. 2002.
- 祥云县民族宗教事务局. . 昆明: 云南民族出版社. 2007. ISBN 978-7-5367-3990-1.
- 祥云县交通局. . 内部发行. 2002.
- 祥云县人民政府. . 内部发行. 1987.
- 政协祥云县委员会编. . 昆明: 云南云南民族出版社. 2018. ISBN 978-7-5367-7948-8.
- 大理白族自治州地方志编纂委员会. . 昆明: 云南人民出版社. 1998. ISBN 7-222-02255-4.
- 大理白族自治州地方志编纂委员会. . 昆明: 云南人民出版社. 2000. ISBN 7-222-02913-3.
- 大理白族自治州地方志编纂委员会. . 昆明: 云南人民出版社. 2000. ISBN 7-222-02914-1.
- 大理白族自治州地方志编纂委员会. . 昆明: 云南人民出版社. 2000. ISBN 7-222-02571-5.
- 大理白族自治州地方志编纂委员会. . 昆明: 云南人民出版社. 2018. ISBN 978-7-222-17422-1.
- 大理白族自治州交通局. . 昆明: 云南人民出版社. 1991. ISBN 7-222-00770-9.
- 云南省地方志编纂委员会; 云南师范大学地理系等. . 昆明: 云南人民出版社. 1998. ISBN 7-222-02247-3.
- 云南省地方志编纂委员会; 云南省民政厅. . 昆明: 云南人民出版社. 1996. ISBN 7-222-01885-9.
- 云南省地方志编纂委员会; 云南省地名委员会. . 昆明: 云南人民出版社. 1997. ISBN 7-222-02086-1.
- 段丽元 主编; 中华人民共和国民政部. . 北京: 中国社会出版社. 2016. ISBN 978-7-5087-5306-5.
- 政协祥云县文史资料委员会. . 内部发行. 1991.
- 政协祥云县文史资料委员会. . 内部发行. 1993.
- 政协祥云县文史资料委员会. . 内部发行. 2006.
- 中共祥云县委党史研究室. . 昆明: 云南民族出版社. 2004. ISBN 7-5367-2974-X.
- 中共祥云县委党史资料征集办公室. . 内部发行. 1990.
- 中共大理州委党史研究室. . 昆明: 云南民族出版社. 2007. ISBN 978-7-5367-3979-6.
- 施之厚主编. . 昆明: 云南人民出版社. 1993. ISBN 7-222-01264-8.
- 楚雄彝族自治州彝族辞典编辑委员会. . 昆明: 云南民族出版社. 1998. ISBN 7-5367-1586-2.
- 朱惠荣主编. . 北京: 商务印书馆. 1994. ISBN 7-100-01671-1.
- 祥云县地方志编纂委员会办公室. . 昆明: 云南人民出版社. 2010. ISBN 978-7-222-06849-0.
- 祥云县地方志编纂委员会办公室. . 昆明: 云南人民出版社. 2012. ISBN 978-7-222-10431-0.
- 祥云县地方志编纂委员会办公室. . 昆明: 云南人民出版社. 2018. ISBN 978-7-222-17795-6.
- 祥云县地方志编纂委员会办公室. . 昆明: 云南人民出版社. 2019. ISBN 978-7-222-17955-4.
- 祥云县地方志编纂委员会办公室. . 昆明: 云南人民出版社. 2020. ISBN 978-7-222-19044-3.
- 祥云县地方志编纂委员会办公室. . 昆明: 云南人民出版社. 2022. ISBN 978-7-222-20762-2.
- 云南省统计局. . 中国统计出版社. 2021. ISBN 978-7-5037-9653-1.
- 大理白族自治州地方志编纂委员会. . 昆明: 云南民族出版社. 1997. ISBN 7-5367-1438-6.
- 大理白族自治州地方志编纂委员会. . 昆明: 云南民族出版社. 2008. ISBN 978-7-5367-4260-4.
- 大理白族自治州地方志编纂委员会. . 昆明: 云南民族出版社. 2021. ISBN 978-7-5367-8809-1.
- 尤中. . 昆明: 云南人民出版社. 1990. ISBN 7-222-00606-0.
- 吴光泛; 云南省地名委员会办公室. . 昆明: 云南人民出版社. 1988. ISBN 7-222-00203-0.
- 鲁正清. . 昆明: 云南人民出版社. 2014. ISBN 978-7-222-11288-9.
- 周振鹤等. . 上海: 复旦大学出版社. 2016. ISBN 978-7-309-11161-3.
- 胡阿祥; 孔祥军; 徐成. . 上海: 复旦大学出版社. 2014. ISBN 978-7-309-10429-5.
- 傅林祥; 郑宝恒. . 上海: 复旦大学出版社. 2007. ISBN 978-7-309-05604-4.